# Lockheed F-104 Starfighter
Chiếc Lockheed F-104 Starfighter là một kiểu máy bay tiêm kích đánh chặn siêu thanh một động cơ có tính năng bay khá cao, đã phục vụ cho Không quân Hoa Kỳ từ năm 1958 đến năm 1967. Nó tiếp tục phục vụ trong Không lực Vệ binh Quốc gia cho đến khi được loại bỏ vào năm 1975. Sau đó, cơ quan NASA (Hàng không và Không gian Hoa Kỳ) tiếp tục bay một đội máy bay nhỏ. NASA đã sử dụng những chiếc F-104 bay hỗ trợ cho những kế hoạch X-15 và XB-70 Valkyrie, và nó tiếp tục bay hỗ trợ những chương trình không gian cho đến khi chúng được nghỉ hưu vào năm 1995 và được thay thế bằng những chiếc F/A-18 Hornet. Chiếc Starfighter là máy bay đầu tiên đã giữ đồng thời kỷ lục thế giới chính thức về vận tốc, cao độ và tốc độ lên cao. Nhiều phiên bản huấn luyện hai chỗ ngồi được chế tạo, phiên bản có số lượng nhiều nhất là TF-104G.
Chiếc F-104C đã được Không quân Hoa Kỳ sử dụng trong Chiến tranh Việt Nam, và chiếc F-104A cũng được bố trí trong các cuộc Chiến tranh Ấn Độ-Pakistan. Những chiếc F-104 của Không quân Trung Hoa Dân Quốc cũng từng đối địch cùng những chiếc MiG-19 của Không quân Quân giải phóng Trung Quốc bên trên bầu trời đảo Kim Môn. 
Tỷ lệ tai nạn ở mức tệ hại của chiếc F-104 Starfighter, đặc biệt là khi phục vụ cùng Không quân Đức, và vụ hối lộ Lockheed đầy tai tiếng xung quanh hợp đồng mua bán đã gây ra sự tranh cãi chính trị đáng kể tại Châu Âu và Nhật Bản. Một nghiên cứu của Không quân Hoa Kỳ trên những chiếc máy bay tiêm kích đương thời khác cho thấy rằng chiếc F-100 Super Sabre có tỉ lệ tai nạn còn tệ hơn nhiều so với chiếc F-104. Do tỷ lệ tai nạn quá cao, vai trò phục vụ của F-104 trong Không quân Mỹ bắt đầu giảm dần từ năm 1965, và chấm dứt vào năm 1969. F-104 trở thành chiến đấu cơ sản xuất hàng loạt bị loại biên chế nhanh nhất lịch sử Không quân Mỹ, vỏn vẹn 11 năm (1958-1969).
Phiên bản F-104G được bán khá nhiều cho không lực các nước trong khối NATO, nơi mà phiên bản tiêm kích-ném bom tiếp tục phục vụ tại hầu hết các nước cho đến cuối những năm 1980. Dù tỷ lệ tai nạn cao nhưng khá nhiều nước NATO đã mua nó, và đa phần các thương vụ mua F-104 của các quốc gia này có liên quan đến tham nhũng. Vụ việc được phát giác từ năm 1975, khi Thượng viện Mỹ điều tra ra việc Lockheed đã hối lộ các quan chức một số quốc gia để thúc đẩy các hợp đồng mua F-104.
Lockheed đã phát triển phiên bản cuối cùng và là phiên bản Starfighter tiên tiến nhất, kiểu F-104S, để cho Không quân Italy (Aeronautica Militare Italiana) sử dụng, vốn được cải biến để mang được tên lửa AIM-7 Sparrow. Không quân Italy là bên sử dụng những chiếc Starfighter cuối cùng, và chúng được cho nghỉ hưu vào năm 2004. Nhiều nước sử dụng F-104 sau đó đã thay thế chúng bằng kiểu F-16 hay Panavia Tornado. Kế hoạch về một phiên bản cải tiến đáng kể chiếc F-104 được đặt tên là CL-1200 Lancer không được tiến triển và bị hủy bỏ ở giai đoạn chế tạo mô hình mẫu. Một nhóm thao diễn hàng không dân sự đặt căn cứ tại Florida đã sử dụng ba chiếc Starfighter còn bay được cuối cùng.

## Thiết kế và phát triển

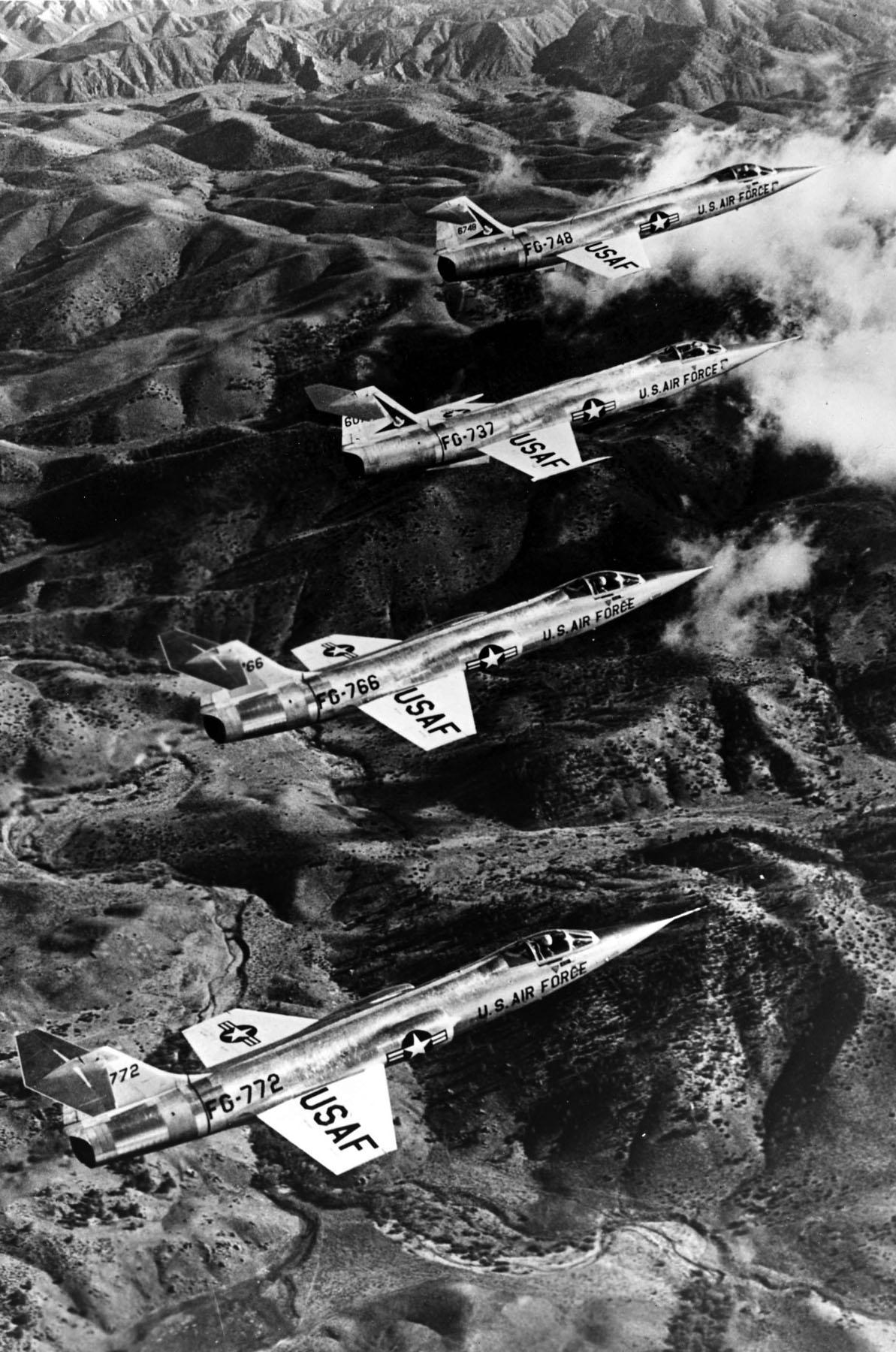
Bốn chiếc F-104A-5-LO đang bay trong đội hình.

Clarence "Kelly" Johnson, kỹ sư trưởng nhóm Skunk Works của hãng Lockheed, đã đến thăm Triều Tiên vào tháng 12 năm 1951 và đã nói chuyện với các phi công tiêm kích về loại máy bay nào mà họ cần đến. Vào lúc này các phi công Hoa Kỳ đang phải đối đầu với những chiếc MiG-15 "Fagot" bằng những chiếc F-86 Sabre của họ, và nhiều phi công Mỹ cảm thấy rằng những chiếc MiG vượt trội hơn những thiết kế Hoa Kỳ to hơn và phức tạp hơn. Các phi công đã yêu cầu một chiếc máy bay nhỏ và đơn giản với tính năng bay xuất sắc. Khi trở về Hoa Kỳ, Johnson ngay lập tức bắt đầu thiết kế một kiểu máy bay như vậy. Đến tháng 3 năm 1952, nhóm của ông tập họp lại, và họ đã nghiên cứu nhiều thiết kế khác nhau, từ những thiết kế nhỏ chỉ có 8.000 lb (3,6 tấn), cho đến những máy bay to đến 50.000 lb (23 tấn). Kiểu thiết kế L-246 giữ lại sự tương đồng chủ yếu của chiếc L-083 Starfighter được giao sau này.
Thiết kế được trình bày cho Không quân Hoa Kỳ vào tháng 11 năm 1952, và họ đã có sự quan tâm đủ đến mức tạo ra một gói thầu thiết kế mới và mời nhiều công ty khác cùng tham dự. Đã nhận được ba mẫu thiết kế khác: kiểu Republic AP-55, một phiên bản cải tiến chiếc nguyên mẫu XF-91 Thunderceptor, kiểu North American NA-212 vốn sau này sẽ trở thành chiếc F-107, và kiểu Northrop N-102 Fang, một thiết kế mới dựa trên kiểu động cơ General Electric J79. Cho dù tất cả đều lý thú, Lockheed đã có được sự dẫn đầu không thể vượt qua được, và họ được trao hợp đồng phát triển vào tháng 3 năm 1953. Chiếc nguyên mẫu được đặt cho tên gọi là XF-104.
Công việc tiến triển nhanh chóng, với một mô hình mẫu được sẵn sàng để xem xét vào cuối tháng 4, và công việc bắt đầu trên hai chiếc nguyên mẫu vào tháng 5. Vào lúc đó, kiểu động cơ J79 còn chưa sẵn sàng, nên cả hai chiếc nguyên mẫu được thiết kế để trang bị kiểu động cơ thay thế Wright J-65, một phiên bản chế tạo theo giấy phép nhượng quyền của kiểu động cơ Armstrong Siddeley Sapphire. Chiếc nguyên mẫu đầu tiên được hoàn tất vào đầu năm 1954, và bắt đầu bay từ tháng 3. Tổng thời gian từ lúc thiết kế đến lúc bay chuyến bay đầu tiên là khoảng hai năm, một thời gian rất ngắn ngay cả vào lúc đó, và chưa hề nghe đến vào hôm nay, khi một công việc thiết kế tiêu biểu đòi hỏi mười đến mười lăm năm.
Để đạt được tính năng bay mong mỏi, Lockheed đã chọn cách tiếp cận tối thiểu hóa: một thiết kế đạt đến tính năng bay tốt nhất nhờ gói gọn một khung máy bay nhẹ nhất, có hiệu quả khí động học tốt nhất có thể có được chung quanh một động cơ duy nhất mạnh mẽ. Điểm nhấn mạnh chính là ở giảm tối đa lực cản và trọng lượng.

### Cánh

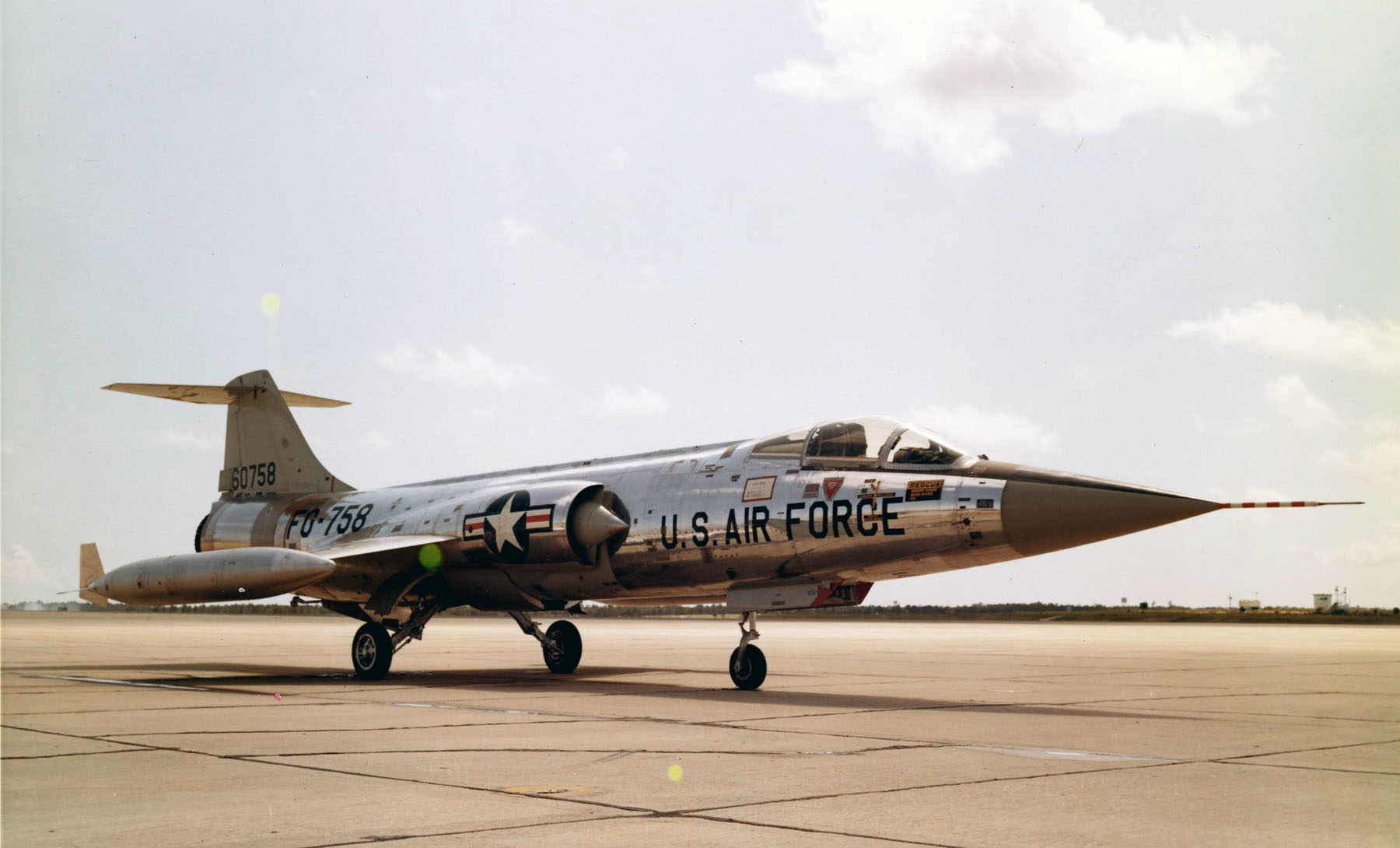
Chiếc Lockheed F-104A-10-LO.

Chiếc F-104 mang một thiết kế cánh gốc. Đa số máy bay tiêm kích phản lực thời đó (và cho đến hôm nay) sử dụng kiểu cánh xuôi hay kiểu cánh tam giác. Điều này cho phép có được sự cân bằng hợp lý giữa tính năng khí động học, lực nâng, và chỗ chứa bên trong dành cho nhiên liệu và thiết bị. Các thử nghiệm của Lockheed lại cho thấy hình dạng hiệu quả nhất để bay tốc độ siêu thanh là một kiểu cánh rất nhỏ, thẳng, gắn giữa, hình thang. Cánh khá mỏng, với một tỉ lệ chiều dày-chiều rộng chỉ có 3,36% và một tỉ lệ dài-rộng cánh là 2,45. Mép trước cánh mỏng (0,41 mm; 0,016 in) và sắc đến mức nó trở nên nguy hiểm cho đội mặt đất, và phải gắn một nắp bảo vệ cho nó mỗi khi hoạt động trên mặt đất. Độ mỏng của cánh như vậy khiến các thùng nhiên liệu và bộ càng đáp phải được bố trí bên trong thân. Các động cơ dùng trong vận hành các bề mặt kiểm soát máy bay phải có bề dày chỉ là 25 mm (1 inch) để gắn vừa trong cánh. Cánh có các cánh nắp phụ ở cả mép trước và mép sau. Kiểu cánh nhỏ có áp lực cánh lớn đã làm cho tốc độ hạ cánh của chiếc máy bay lớn không chấp nhận được, nên một hệ thống BLCS (boundary layer control system) gồm các cánh nắp thổi được tích hợp, hướng luồng khí động cơ đến các cánh nắp trên mép sau cánh nhằm cải thiện lực nâng. Hệ thống này quả là một lợi ích để hạ cánh an toàn, cho dù nó là một vấn đề bảo trì lớn khi phục vụ, và hạ cánh mà không có hệ thống BLCS quả là gay go.

### Các bề mặt cánh đuôi
Cánh ổn định ngang (cánh đuôi ngang) được gắn bên trên cánh đuôi đứng để giảm thiểu lực kết hợp quán tính. Vì cánh đuôi đứng chỉ hơi ngắn hơn so với chiều dài mỗi cánh và có hiệu quả khí động học gần như tương đương, nó có thể hoạt động như là một cánh khi hoạt động bánh lái đuôi (một hiện tượng được gọi là lộn vòng kiểu Hà Lan). Để bù đắp lại hiệu ứng này, cánh chiếc máy bay được cho nghiêng xuống, tạo ra một góc nhị diện 10°.

### Thân máy bay
Thân chiếc Starfighter có một hệ số thon cao, vuốt nhọn về phía mũi, và diện tích mặt trước nhỏ. Thân máy bay được bố trí sít sao, chứa đựng radar, buồng lái, khẩu pháo, toàn bộ nhiên liệu, bộ càng đáp, và động cơ. Kiểu thân này phối hợp cùng cánh tạo ra lực cản cực kỳ thấp trừ khi ở góc tấn (alpha) lớn, lúc mà lực cản phát sinh trở nên rất lớn. Kết quả là chiếc Starfighter có được gia tốc xuất sắc, tốc độ lên cao và vận tốc tối đa đầy tiềm năng, nhưng khả năng duy trì lượn vòng khá kém, bị nhiều người ví von như là xe tải giao sữa hơn là một chiếc máy bay tiêm kích. Nó có các điều khiển bay cực kỳ nhạy, và sẽ không dung thứ cho sai lầm của phi công.
Việc thử nghiệm một mô hình của chiếc F-104 trong hầm gió của NACA (Ủy ban Tư vấn Quốc gia về Hàng không) được tiến hành nhằm đánh giá độ ổn định, và khám phá ra rằng nó càng trở nên mất ổn định ở góc tấn lớn hơn, đến mức có một khuyến cáo phải giới hạn lực cơ cấu điều khiển tạo ra góc tấn lớn như vậy, và rung động cần điều khiển để cảnh báo phi công. Trong cùng báo cáo, NACA cho biết các thùng nhiên liệu ở đầu chót cánh, có thể do các vây ổn định của nó, đã làm giảm thiểu phần nào vấn đề mất ổn định của kiểu máy bay này ở góc tấn lớn.

### Động cơ

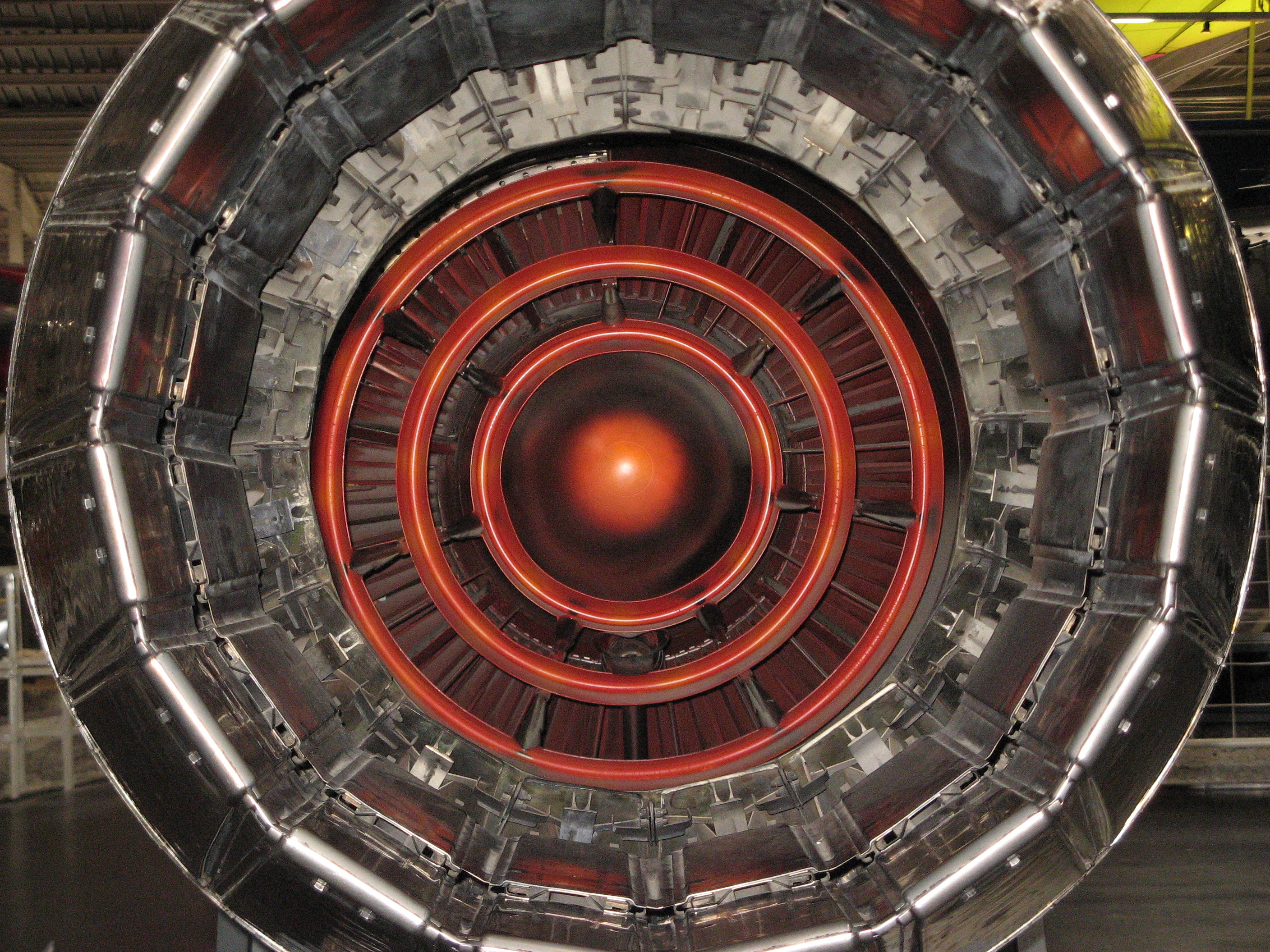
Chi tiết ống xả của động cơ turbo phản lực trên chiếc F-104G.

Chiếc F-104 được chế tạo chung quanh một động cơ turbo phản lực General Electric J79, nạp khí bằng hai cửa hút gió bên hông với lỏi cửa hút hình nón cố định, được tối ưu hóa cho tốc độ siêu thanh. Không giống như một số kiểu máy bay siêu thanh khác, chiếc F-104 không có cửa hút gió với hình dạng thay đổi được. Tỉ lệ lực đẩy-lực cản rất xuất sắc, cho phép một tốc độ tối đa vượt quá Mach 2, tuy nhiên tốc độ tối đa của chiếc Starfighter bị giới hạn bởi cấu trúc thân máy bay bằng nhôm và giới hạn nhiệt độ của động cơ hơn là do lực đẩy hay lực cản (vốn có thể cho một tốc độ khí động học tối đa lên đến Mach 2,2). Các phiên bản sau này còn sử dụng các phiên bản động cơ J79 được nâng cấp, cải thiện lực đẩy thêm 30% nữa.

### Trang bị và vũ khí
Những chiếc Starfighter đời đầu trang bị một kiểu ghế phóng hướng xuống dưới loại Stanley C-1, mà không sử dụng kiểu ghế phóng lên trên để không vướng phải cánh đuôi. Điều này đã đưa đến những vấn đề hiển nhiên khi thoát hiểm ở độ cao thấp, và đã có khoảng 21 phi công Không quân Hoa Kỳ đã không thoát ra được khỏi máy bay hỏng của họ trong tình huống khẩn cấp ở cao độ thấp vì nó. Kiểu ghế phóng hướng xuống dưới sau đó được thay bằng kiểu ghế phóng hướng lên trên Lockheed C-2, có khả năng tránh được cánh đuôi cho dù phải có giới hạn tốc độ tối thiểu 170 km/h. Đa số những chiếc Starfighter xuất khẩu được trang bị loại ghế phóng zero-zero Martin-Baker (có khả năng phóng phi công ra khỏi máy bay thành công ngay cả ở độ cao và tốc độ là zero).
Những chiếc Starfighter ban đầu của Không quân Hoa Kỳ được trang bị radar căn bản đo tầm xa AN/ASG-14T, hệ thống dẫn đường chiến thuật TACAN và radio. Sau này những chiếc tiêm kích-ném bom xuất khẩu có hệ thống radar Autonetics NASARR tiên tiến hơn, bộ ngắm hồng ngoại đơn giản, một hệ thống dẫn đường quán tính Litton LN-3, và một máy tính thông tin trên không.
Vào cuối những năm 1960, Lockheed phát triển một phiên bản Starfighter hiện đại hơn đặt tên là F-104S, được Không quân Italia (Aeronautica Militare Italiana) sử dụng như máy bay tiêm kích đánh chặn hoạt động trong mọi thời tiết. Chiếc F-104S có hệ thống radar NASARR R21-G có thể chỉ định mục tiêu di động (có thể chống lại các mục tiêu ở cao độ thấp) và bộ phát sáng bằng sóng liên tục dành cho tên lửa dẫn đường bán chủ động bằng radar, bao gồm loại AIM-7 Sparrow và Selenia Aspide. Việc trang bị thiết bị điện tử dẫn đường cho tên lửa khiến buộc phải loại bỏ khẩu pháo bên trong của chiếc Starfighter. Vào giữa những năm 1980, những chiếc F-104S còn lại được nâng cấp lên tiêu chuẩn ASA (Aggiornamento Sistemi d'Arma: nâng cấp hệ thống vũ khí), với kiểu radar Fiat R21G/M1 tiên tiến và gọn gàng hơn.

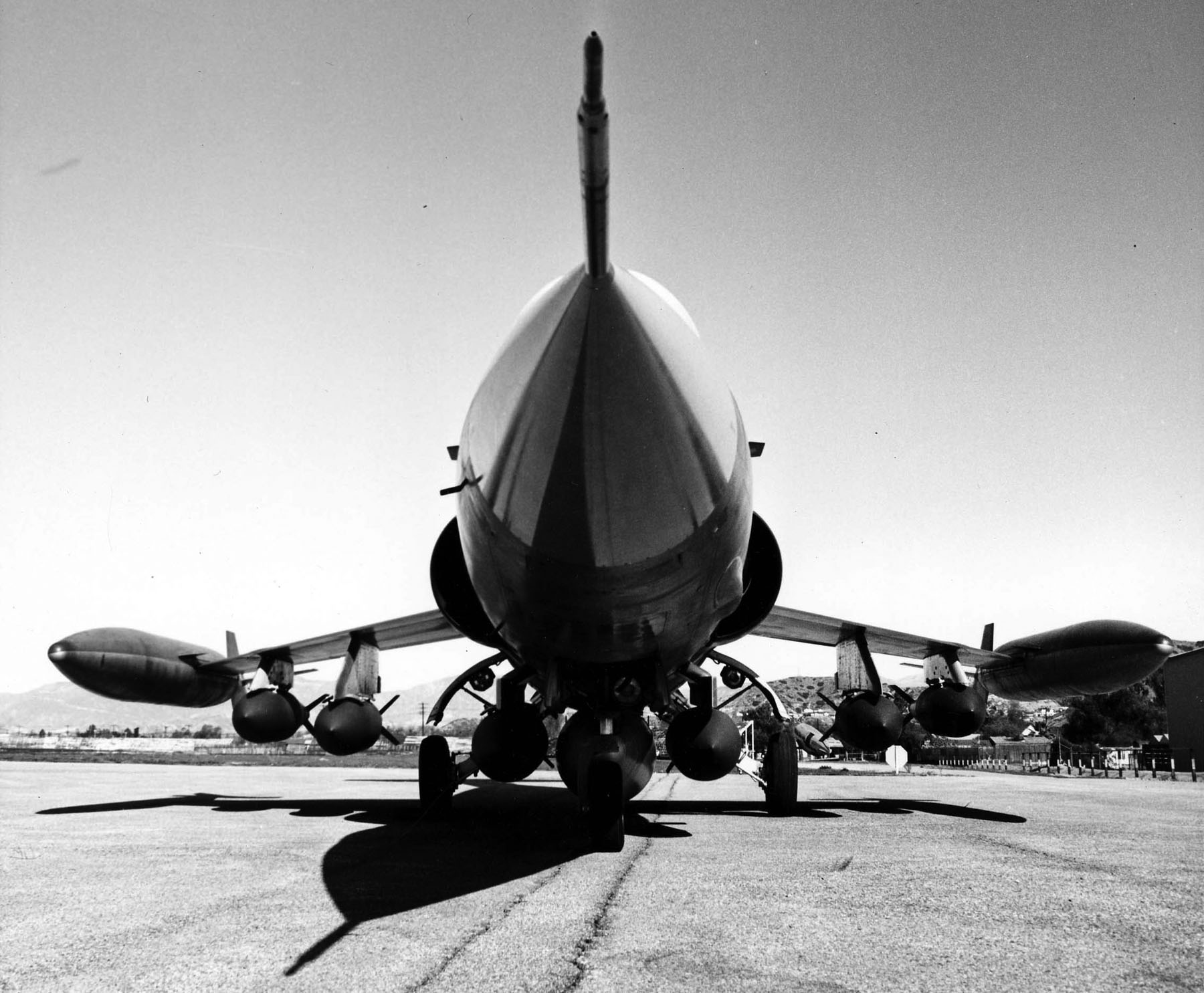
Chiếc Lockheed F-104G đang trưng bày toàn bộ vũ khí mang bên ngoài.

Vũ khí căn bản trang bị cho chiếc F-104 là khẩu pháo Gatling M61 Vulcan 20mm. Starfighter là chiếc máy bay đầu tiên được trang bị kiểu vũ khí này, có khả năng bắn ra 6.000 viên đạn mỗi phút. Khẩu pháo được gắn ở phần bên dưới thân bên trái, và được nạp bởi một ổ chứa 725 viên đạn phía sau ghế phi công. Nó được loại bỏ trên những phiên bản huấn luyện hai chỗ ngồi và một số phiên bản một chỗ ngồi, bao gồm các phiên bản trinh sát và phiên bản F-104S đời đầu dành cho Italia (khoang dành cho khẩu súng và ổ đạn có thể thay bằng thùng nhiên liệu bổ sung). Hai tên lửa không-đối-không AIM-9 Sidewinder có thể mang trên hai đế ở đầu chót cánh, nơi cũng có thể dùng cho thùng nhiên liệu phụ. Phiên bản F-104C và những phiên bản sau đó có thêm một đế giữa dưới thân và hai đế dưới cánh để mang bom, rocket hay thùng nhiên liệu. Đế giữa thân có thể mang một vũ khí hạt nhân; và một "bè đôi" mang thêm hai tên lửa Sidewinder có thể gắn ở phía dưới phần thân trước, cho dù việc trang bị như thế có khoảng sáng đối với mặt đất ở mức tối thiểu và làm cho các đầu dò tầm nhiệt của tên lửa dễ bị tổn hại bởi các mảnh vụn trên mặt đất. Phiên bản F-104S bổ sung thêm một cặp đế trên thân phía sau cửa hút gió để mang bom thông thường, và thêm một đế dưới mỗi cánh, lên tối đa là chín đế vũ khí.

### Phiên bản huấn luyện hai chỗ ngồi
Nhiều chiếc loại phiên bản huấn luyện hai chỗ ngồi của chiếc Starfighter đã được sản xuất. Một cách tổng quát chúng tương tự như kiểu tiêm kích một chỗ ngồi, nhưng việc bổ sung thêm buồng lái thứ hai buộc phải loại bỏ khẩu pháo và một số lượng nhiên liệu bên trong. Bánh đáp mũi được dời chỗ và gập về phía sau. Phiên bản hai chỗ ngồi vẫn có khả năng chiến đấu với các tên lửa Sidewinder, và cho dù nặng hơn và có cánh đuôi hơi lớn hơn, nó vẫn có được tính năng bay tương đương với phiên bản một chỗ ngồi đời đầu.

## Lái chiếc F-104

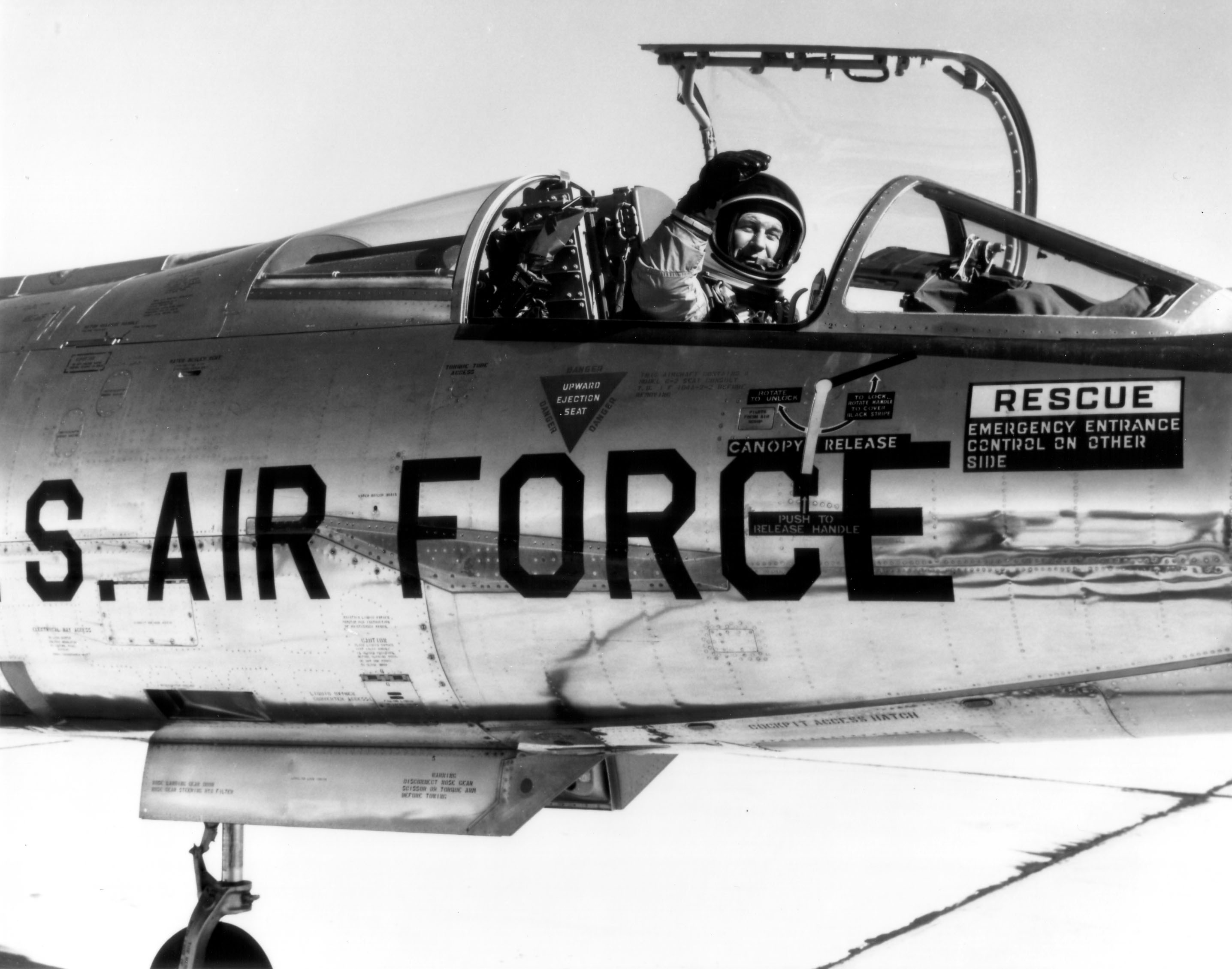
Phi công thử nghiệm Chuck Yeager trong buồng lái một chiếc NF-104, ngày 4 tháng 12 năm 1963.

Chiếc Starfighter được đánh giá chung là một máy bay đáng giá, cho dù đòi hỏi, một kiểu "xe hơi thể thao" trong thế giới máy bay tiêm kích. Nó là máy bay chiến đấu đầu tiên có khả năng bay duy trì ở tốc độ Mach 2 (không chỉ thoáng qua trong chốc lát), tốc độ và khả năng lên cao vẫn còn rất ấn tượng so với các tiêu chuẩn hiện đại. Nếu được sử dụng một cách thích đáng, với khả năng tấn công tốc độ cao và tận dụng ưu thể tỉ lệ lực đẩy-khối lượng xuất sắc, nó có thể là một đối thủ rất ghê gớm, mặc dù khi sa vào cuộc đua tranh lượn vòng cùng những đối thủ chậm và cơ động hơn (như các phi công Pakistan phải đối mặt với những chiếc Hawker Hunter của Ấn Độ vào năm 1965) là một hiểm họa. Đường kính lượn vòng lớn của chiếc F-104 chủ yếu là do tốc độ cao liên quan và xu hướng chòng chành và ngóc mũi ở góc tấn lớn.
Tốc độ cất cánh trong khoảng 342 km/h, và phi công cần phải nhanh chóng nâng càng hạ cánh để tránh vượt quá tốc độ giới hạn 468 km/h. Tốc độ lên cao và tính năng bay đường trường thật vượt trội; một đèn báo "slow" (chậm lại) thường sáng lên trên bảng điều khiển mỗi khi chiếc máy bay đạt tới khoảng tốc độ Mach 2 để cho biết máy nén động cơ đã đạt đến giới hạn nhiệt độ tối đa và phi công cần phải giảm bớt cần ga để giảm tốc. Khi tiếp cận hạ cánh, càng đáp có thể hạ xuống ở tốc độ 378 km/h và mở các cánh tà, trong khi tốc độ hạ cánh cuối cùng là vào khoảng 324 km/h tùy thuộc vào lượng nhiên liệu còn lại. Tốc độ động cơ được duy trì ở mức cao khi tiếp cận hạ cánh nhằm duy trì đủ lượng gió; và phi công được cảnh báo không được giảm tốc độ động cơ cho đến khi máy bay thực sự tiếp đất. Một dù hãm và các phanh hiệu quả sẽ rút ngắn khoảng đường băng hạ cánh của chiếc Starfighter.

## Vấn đề tai nạn
Trong số các phi công Không quân Hoa Kỳ bị thiệt mạng trong các tai nạn của chiếc F-104, đáng kể nhất là Thiếu tá Robert H. Lawrence, Jr. và Đại úy Iven Kincheloe. Phi công dân sự Joe Walker (sĩ quan Không lực Mỹ nghỉ hưu) thiệt mạng trong vụ va chạm trên không cùng một chiếc XB-70 Valkyrie trong khi đang lái một chiếc F-104. Chuck Yeager suýt chết khi ông bị mất kiểm soát một chiếc NF-104A khi dự định phá một kỷ lục bay ở tầm cao. Ông bị mất đầu hai ngón tay và phải nằm bệnh viện một thời gian dài do bị bỏng nặng sau chuyến bay.
Vấn đề an toàn của chiếc F-104 Starfighter trở thành một đề tài được báo chí quan tâm đặc biệt là tại Đức vào giữa những năm 1960 và kéo dài trong trí nhớ của công luận cho đến tận hôm nay. Một số nước đã mất gần phân nửa số máy bay của họ do các tai nạn, mặc dù tỉ lệ tai nạn thay đổi phụ thuộc vào bên sử dụng và điều kiện hoạt động. Không quân Tây Ban Nha, lấy ví dụ, không mất chiếc nào, trong khi chiếc Starfighter được các phi công của Không quân Italy (Aeronautica Militare Italiana) đặc biệt ưa chuộng, cho dù tỉ lệ tai nạn của họ còn xa mới ở mức thấp nhất trong số các bên sử dụng Starfighter.
- Các đặc tính máy bay tổng quát

Loạt máy bay F-104 có áp lực cánh rất lớn (và càng lớn hơn nữa khi mang thêm tải trọng bên ngoài) nên yêu cầu tốc độ bay luôn phải được duy trì ở mức cao vào mọi lúc. Chế độ bay ở góc tấn cao được bảo vệ bởi một hệ thống rung cần lái để cảnh báo phi công đang đạt đến xu hướng bị chòng chành, và nếu cảnh báo này bị bỏ qua hệ thống sẽ tự động hạ thấp mũi máy bay để có được một góc tấn an toàn hơn, nhưng điều này đôi khi bị phi công cho lướt qua. Ở góc tấn cực lớn, chiếc F-104 sẽ bị ngóc mũi và lọt vào vòng xoáy mà trong đa số trường hợp không thể phục hồi được. Không giống như loại máy bay hai động cơ như kiểu F-4 Phantom II, chiếc F-104 với một động cơ duy nhất không có được khoảng an toàn khi một động cơ bị hỏng, và do đó có tỉ lệ lướt khi không có lực đẩy rất kém.
- Những vấn đề ban đầu

Động cơ J79 là một kiểu động cơ mới và vẫn còn đang tiếp tục được phát triển hoàn thiện trong khi kiểu tiền sản xuất YF-104A được thử nghiệm và được đưa vào sử dụng cùng kiểu sản xuất hàng loạt F-104A. Loại động cơ này được thiết kế có tính năng thay đổi được góc của cánh quạt nén stator một cách tự động dựa vào cao độ và nhiệt độ. Một tình trạng được biết dưới tên gọi "T-2 reset" (một chức năng thông thường thay đổi góc cánh quạt nén stator) đã gây ra nhiều vụ hỏng động cơ khi cất cánh. Người ta đã khám phá ra rằng sự thay đổi nhiệt độ nhiều và đột ngột (như từ vị trí đỗ dưới ánh nắng mặt trời sang cất cánh) đã gây ra đóng cánh quạt nén stator một cách sai lầm và làm ngưng động cơ. Mối nguy hiểm bị tắt động cơ khi bay ở cao độ rất thấp lại càng nguy hiểm hơn do kiểu ghế phóng hướng xuống dưới khiến phi công có rất ít cơ may thoát ra được an toàn. Hệ thống động cơ sau đó được cải tiến và ghế phóng được đổi sang kiểu hướng lên trên thông thường hơn. Ngoài ra còn có hiện tượng dao động thùng nhiên liệu đầu cánh đã khiến gảy lìa một cánh ra khỏi một chiếc F-104B; vấn đề này sau đó đã được giải quyết bằng cách đổ đầy các ngăn của thùng nhiên liệu theo một trình tự đặc biệt.
- Những vấn đề sau đó

Một vấn đề về động cơ sau đó là việc mở ra không kiểm soát được ống phụt thay đổi lực đẩy (thường do thất thoát dầu động cơ); khi mà, cho dù động cơ vẫn có thể hoạt động với mức công suất cao, việc cửa ống phụt bị mở ra đã gây hậu quả làm mất đi một cách lớn lao lực đẩy. Một chương trình cải tiến đã trang bị một hệ thống điều khiển đóng cửa ống phụt một cách thủ công đã giúp giảm thiểu vấn đề này. Động cơ cũng bị ảnh hưởng bởi hiện tượng thổi tắt đốt sau khi cất cánh hoặc đôi khi không khởi động được khiến mất đi rất nhiều lực đẩy, vốn có thể được phi công phát hiện, và biện pháp khuyên áp dụng là hủy bỏ việc cất cánh. Tai nạn chết người đầu tiên xảy ra trong hoạt động tại Đức là do nguyên nhân này. Một số đội bay gặp phải tình trạng kích hoạt không điều khiển cơ chế "rung cần lái" khi bay thẳng và ngang ở cao độ thấp, nên nhiều đội bay đã F-104 đã thường bay với hệ thống này bị vô hiệu hóa, nên không được hệ thống này bảo vệ. Việc kích hoạt cánh nắp không đồng bộ cũng là một nguyên nhân thường gặp của các tai nạn, cũng như là một vấn đề dai dẳng khác khi bánh đáp mũi bị rung lắc mạnh khi hạ cánh thường đưa đến hậu quả máy bay bị trượt khỏi đường băng và đôi khi còn bị lật úp.
- Hoạt động trong Không quân Đức

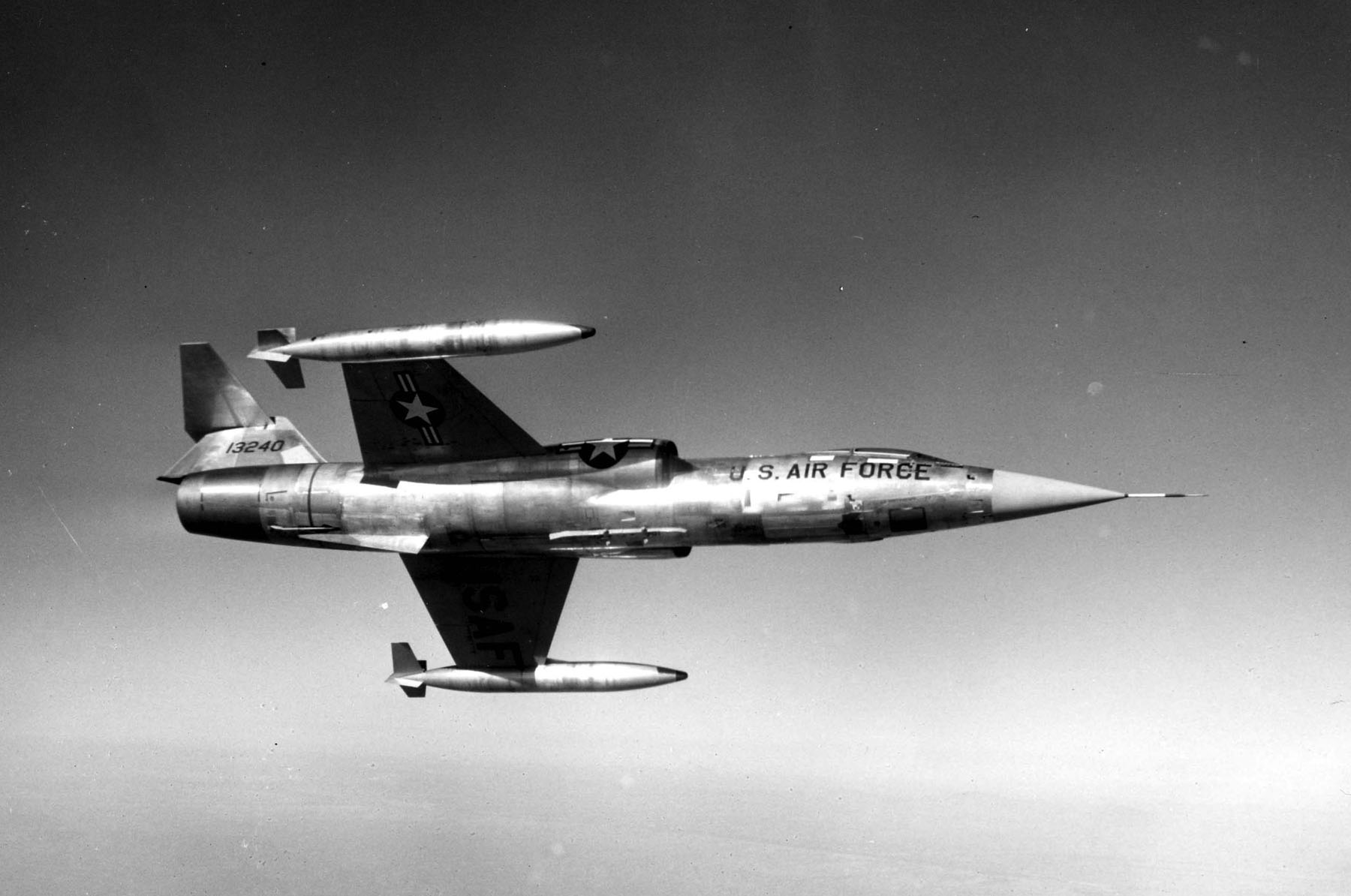
Chiếc F-104G hoạt động trong Không quân Đức mang phù hiệu của Không quân Hoa Kỳ.

Việc giới thiệu một kiểu máy bay kỹ thuật cao cho một không lực mới được cải tổ đầy dẫy những vấn đề. Nhiều phi công và đội kỹ thuật mặt đất đã chuyển sang các nghề nghiệp dân sự sau Thế Chiến II và đã không theo kịp với những sự phát triển gần đây, khi mà các phi công được gửi đến các khoá huấn luyện "tu nghiệp" ngắn hạn trên những chiếc máy bay phản lực đời đầu chậm chạp và điều khiển nhẹ nhàng. Các đội kỹ thuật mặt đất cũng được sử dụng như thế với quá trình huấn luyện và kinh nghiệm tối thiểu. Hoạt động trong điều kiện về thời tiết rất tệ hại ở Tây Bắc châu Âu (hoàn toàn không giống thời tiết tốt khi huấn luyện ở Căn cứ Không quân Luke tại Arizona) và bay với tốc độ cao và cao độ thấp trong địa hình đồi núi, một số lớn các tai nạn là do bay đâm vào địa hình (CFIT), một cách sòng phẳng là không có liên quan gì đến bản thân chiếc máy bay.
Nhiều tổn thất của Canada cũng do cùng nguyên nhân này vì cả hai lực lượng không quân đều hoạt động trên cùng đất nước. Một yếu tố thêm nữa là những chiếc máy bay phải đậu ngoài trời đối mặt cùng các điều kiện thời tiết khắc nghiệt (mưa, tuyết...) nơi mà hơi ẩm ảnh hưởng đến các hệ thống thiết bị điện tử mong manh. Cũng cần ghi chú thêm rằng kiểu ghế phóng Lockheed C-2 không thể đảm bảo việc thoát ra an toàn và Không quân Đức đã trang bị lại kiểu Martin Baker GQ-7A có khả năng hơn kể từ năm 1967, và nhiều nước sử dụng khác đã lẵng lặng tiếp nối. Vào năm 1966, Johannes Steinhoff nắm quyền chỉ huy Không quân Đức và đã cho ngừng bay toàn bộ đội máy bay F-104 cho đến khi ông ta được thỏa mãn rằng mọi vấn đề đã được giải quyết hay ít nhất được giảm thiểu. Trong những năm sau đó, thành tích an toàn của đội máy bay F-104 Đức được cải thiện cho dù một vấn đề mới về hỏng cấu trúc cánh nảy sinh. Các tính toán ban đầu về giảm sức chịu đựng kim loại đã không xét đến con số chu kỳ gia tốc G cực lớn mà đội máy bay F-104 Đức phải gánh chịu, và nhiều khung máy bay đã phải quay về xưởng bảo trì để thay cánh, trong khi một số khác được đơn giản là cho nghỉ hưu. Cho đến cuối quá trình phục vụ trong Không quân Đức, một số máy bay đã được cải tiến để mang thiết bị ADR tức là "hộp đen" để có thể xác định nguyên nhân gây ra tai nạn.
- Các nguy cơ hoạt động thông thường

Nhiều nguyên nhân của các vụ tai nạn mất máy bay là giống như các kiểu máy bay khác. Chúng bao gồm: va phải chim (đặc biệt là cho động cơ), sấm chớp, mất định hướng trên không của phi công, và đụng nhau trên không cùng những máy bay khác. Một tai nạn đặc biệt thảm khốc đáng chú ý xảy ra vào ngày 19 tháng 6 năm 1962 khi một đội hình bốn chiếc máy bay F-104F đang thực tập cho buổi lễ chính thức đưa kiểu máy bay này vào hoạt động, và tai nạn đã xảy ra khi hạ thấp nghiêng cánh xuyên qua một đám mây. Tai nạn này được giải thích có thể là do sự mất định hướng trên không của phi công dẫn đầu, và do đó các đội bay thao diễn theo đội hình đã bị cấm trong Không quân Đức kể từ ngày đó.
- So sánh với các kiểu máy bay khác.

Một nghiên cứu của Không quân Hoa Kỳ về tỉ lệ tai nạn của tất cả những chiếc máy bay tiêm kích thuộc loạt Thế Kỷ với hơn 750.000 giờ bay cho thấy chiếc F-100 Super Sabre dẫn đầu bảng tỉ lệ tai nạn với số tai nạn gấp đôi chiếc F-104 (đứng thứ hai trong danh sách), và theo sát là kiểu máy bay F-102 Delta Dagger.

## Lịch sử hoạt động

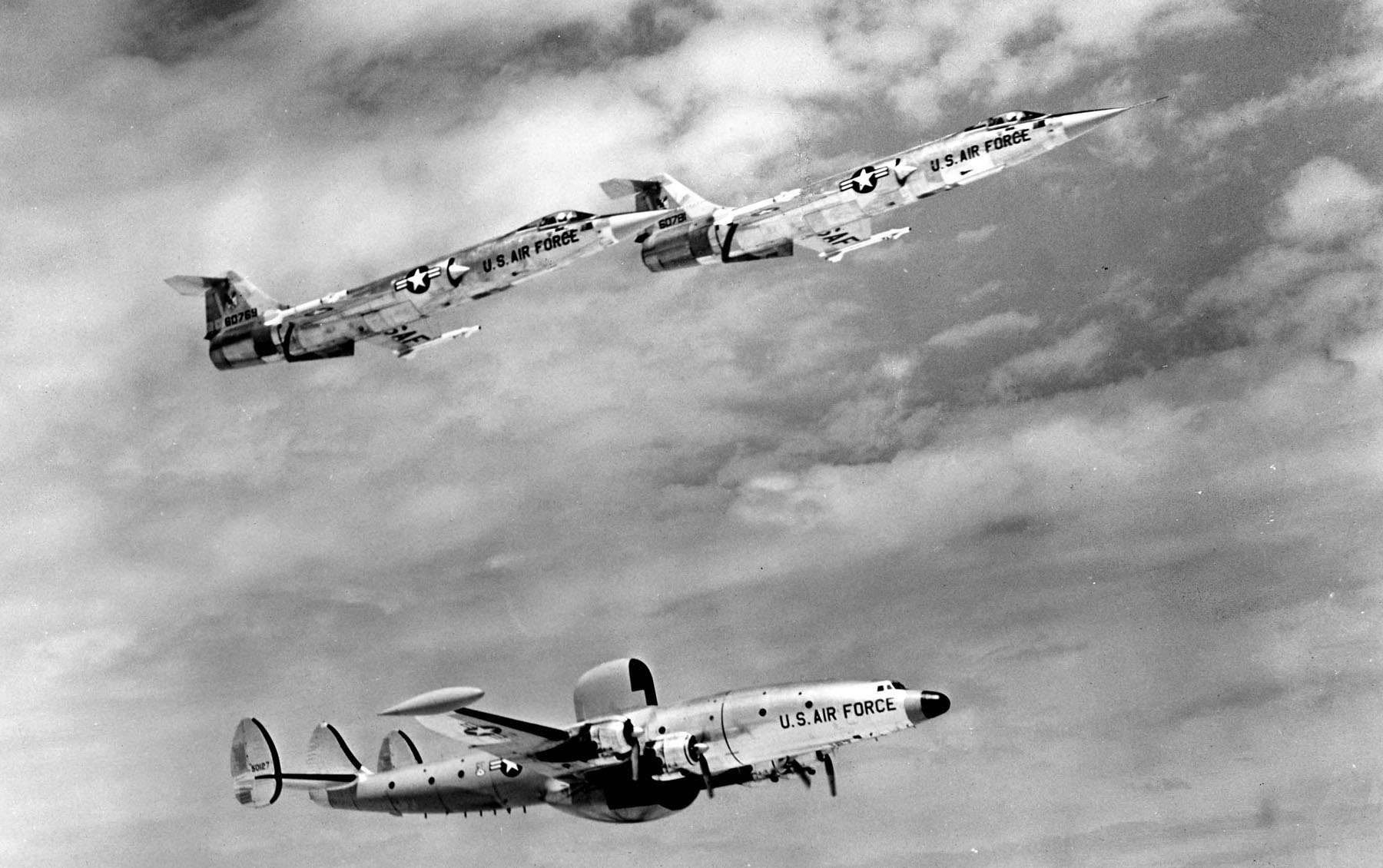
Những chiếc Lockheed F-104A-15-LO đang bay cùng chiếc Lockheed EC-121.

### Bộ chỉ huy Không quân Phòng không Không quân Hoa Kỳ
Chiếc F-104A thoạt đầu đã phục vụ một thời gian ngắn như một kiểu máy bay tiêm kích đánh chặn cùng Bộ chỉ huy Không quân Phòng không Không quân Hoa Kỳ, cho dù tầm bay xa hay vũ khí trang bị không hoàn toàn phù hợp cho vai trò đó. Đơn vị đầu tiên hoạt động cùng kiểu máy bay F-104A là Phi đội Tiêm kích Đánh chặn 83 vào ngày 20 tháng 2 năm 1958 tại Căn cứ Không quân Hamilton ở California. Chỉ sau ba tháng hoạt động, đơn vị phải nằm lại mặt đất sau một loạt các tai nạn có liên quan đến động cơ. Những chiếc máy bay được trang bị lại bằng kiểu động cơ J79-3B và ba đơn vị thuộc Bộ chỉ huy Phòng không được trang bị kiểu máy bay F-104A. Chỉ sau một năm phục vụ, những chiếc máy bay này được chuyển cho Không lực Vệ binh Quốc gia, cho dù kiểu F-104 được dự tính chỉ là giải pháp tạm thời trong khi Bộ chỉ huy Phòng không chờ đợi để được giao những chiếc F-106 Delta Dart.

### Bộ chỉ huy Không quân Chiến thuật Không quân Hoa Kỳ
Phiên bản tiếp nối F-104C được đưa vào phục vụ cùng Bộ chỉ huy Không quân Chiến thuật như là một kiểu máy bay tiêm kích đa chức năng và máy bay tiêm kích-ném bom. Phi đội Tiêm kích Chiến thuật 479 tại Căn cứ Không quân George, California là đơn vị đầu tiên được trang bị kiểu máy bay này vào tháng 9 năm 1958. Chúng đã tham gia hoạt động trong Chiến tranh Việt Nam. Một lần nữa, đến năm 1967, những chiếc máy bay của Bộ chỉ huy Chiến thuật được chuyển cho Không lực Vệ binh Quốc gia.

### Chiến tranh Việt Nam
Bắt đầu hoạt động trong Chiến dịch Rolling Thunder, chiếc Starfighter được sử dụng trong cả vai trò máy bay tiêm kích chiếm ưu thế trên không lẫn trong các phi vụ hỗ trợ trên không. Cho dù nó ít khi tham gia không chiến và không ghi được chiến công nào, những chiếc Starfighter cũng đã thành công trong việc ngăn cản những chiếc máy bay tiêm kích đánh chặn MiG. Các phi đội Starfighter được bố trí đến Việt Nam làm hai đợt; đợt đầu tiên từ tháng 4 đến tháng 11 năm 1965, đã thực hiện 2.937 phi vụ chiến đấu. Trong đợt đầu này, hai chiếc Starfighter bị tên lửa đất-đối-không bắn rơi, và một chiếc bị bắn hạ bởi một máy bay tiêm kích Shenyang J-6 (MiG-19 của Trung Quốc chế tạo) khi một chiếc F-104 bị lạc ra vùng biên giới, và hai chiếc F-104 bị mất do đụng nhau trên không trong cùng trận không chiến đó. Phi đội Tiêm kích Chiến thuật 476 được bố trí đến hoạt động tại Việt Nam từ tháng 4 đến tháng 7 năm 1965, bị thiệt hại một chiếc Starfighter; còn Phi đội 436 được bố trí từ tháng 7 đến tháng 11 năm 1965, bị thiệt hại bốn chiếc.
Những chiếc Starfighter quay trở lại Việt Nam khi Phi đội Tiêm kích Chiến thuật 435 được bố trí từ tháng 6 năm 1966 đến tháng 7 năm 1967. Trong khoảng thời gian này chúng đã thực hiện thêm 2.269 phi vụ chiến đấu, nâng lên tổng cộng 5.206 phi vụ được thực hiện. Có thêm chín chiếc F-104 bị mất: hai chiếc do hỏa lực mặt đất, ba chiếc do tên lửa đất-đối-không, và bốn chiếc gặp tai nạn kỹ thuật (hỏng động cơ). Những chiếc Starfighter được luôn phiên hoặc được thay đổi bởi những chiếc F-4 Phantom vào tháng 7 năm 1967, đã bị thiệt hại tổng cộng 14 chiếc F-104 do mọi nguyên nhân tại Việt Nam. Những chiếc F-104 hoạt động tại Việt Nam được nâng cấp trong phục vụ với trang bị tiếp nhận cảnh báo radar APR-25/26, và một chiếc hiện nay còn đang được trưng bày tại Air Zoo ở Kalamazoo, Michigan. Những chiếc Starfighter Không quân Hoa Kỳ rời khỏi phục vụ vào năm 1969, nhưng tiếp tục phục vụ trong Không lực Vệ binh Quốc gia Puerto Rico cho đến tận năm 1975.
Không quân Hoa Kỳ đã không hoàn toàn hài lòng với những chiếc Starfighter và chỉ sở hữu 296 chiếc cả phiên bản một và hai chỗ ngồi. Học thuyết của Không quân Hoa Kỳ vào thời đó xem nhẹ tầm quan trọng của máy bay tiêm kích chiếm ưu thế trên không (nhiệm vụ của máy bay tiêm kích "thuần túy"), nên chiếc Starfighter được xem là không phù hợp cho cả vai trò máy bay tiêm kích đánh chặn hay máy bay tiêm kích-ném bom chiến thuật, do yếu kém cả về tải trọng chiến đấu lẫn thời gian trên không so với những kiểu máy bay khác của Không quân. Vai trò phục vụ của nó trong Không quân Hoa Kỳ bắt đầu giảm dần từ năm 1965.

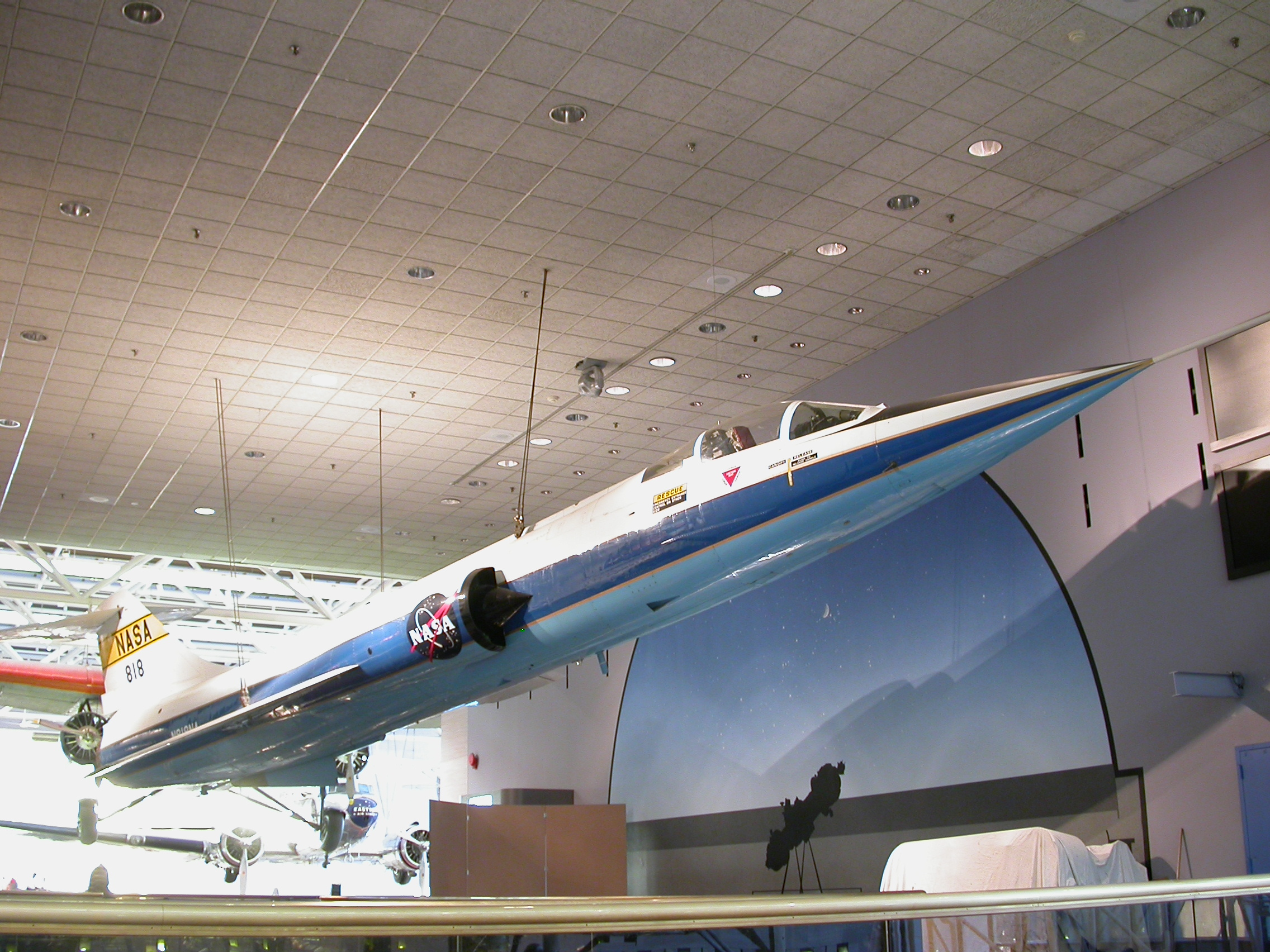
Chiếc Lockheed F-104A (trước đây là chiếc YF-104A), số hiệu 55-2961, số hiệu NASA 818. Thực hiện chuyến bay đầu tiên cho NASA vào ngày 27 tháng 8 năm 1956, và chuyến bay cuối cùng vào ngày 26 tháng 8 năm 1975 với tổng cộng 1.439 chuyến bay. Từng có 19 phi công NASA lái chiếc 818, trong đó có ba nhà phi hành chương trình Apollo, kể cả Neil Armstrong.

### Xung đột eo biển Đài Loan 1967
Vào ngày 13 tháng 1 năm 1967, bốn chiếc F-104G của Không quân Trung Hoa Dân Quốc (Đài Loan) đã tham chiến cùng một đội hình 12 chiếc MiG-19 của Không quân Quân giải phóng Trung Quốc bên trên hòn đảo Kim Môn còn đang tranh chấp. Một chiếc MiG-19 đã được báo cáo là bắn hạ và một chiếc F-104 bị mất.

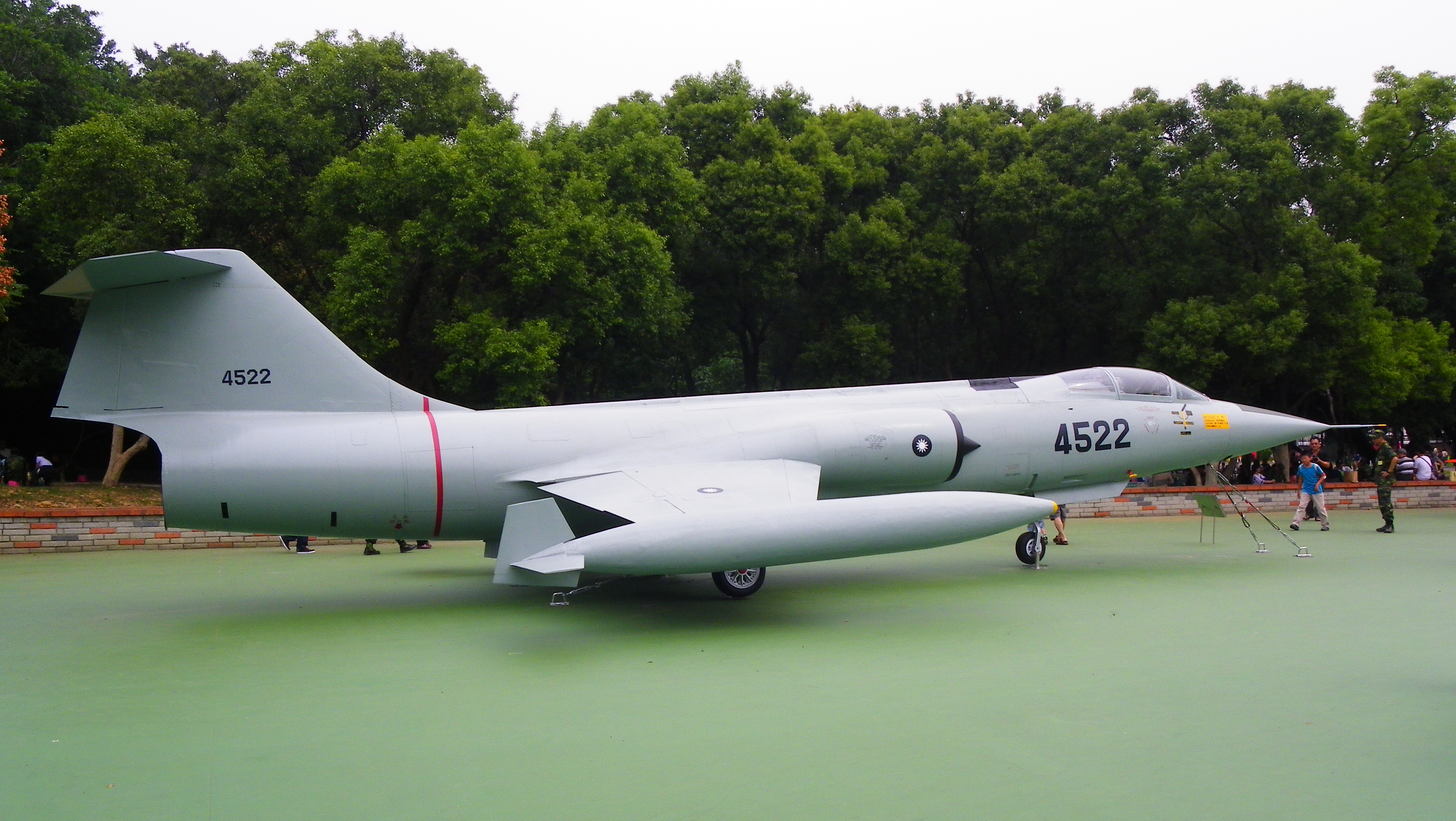
Taiwan Air Force F-104J

### Các cuộc chiến tranh Ấn Độ-Pakistan
Rạng sáng ngày 6 tháng 9 năm 1965, Đại úy Aftab Alam Khan trên một chiếc F-104 báo cáo đã tiêu diệt được một chiếc Dassault Mystère IV bên trên bầu trời Tây Pakistan và làm hư hại một chiếc khác, đánh dấu sự mở màn những trận không chiến trong cuộc Chiến tranh Ấn Độ-Pakistan năm 1965. Vào thời đó nó được ghi nhận như là chiến công không chiến đầu tiên của một kiểu máy bay đạt tốc độ Mach 2, và là chiến công đầu tiên thực hiện bằng tên lửa của Không quân Pakistan. Phía Ấn Độ đã phủ nhận những thiệt hại này. Không quân Pakistan đã bị tổn thất ba chiếc F-104 Starfighter trong vụ xung đột năm 1965, đổi lại hai chiến công mà chúng ghi được trong cuộc chiến này.
Trước đó vào ngày 3 tháng 9 năm 1965 những chiếc Starfighter được tin là đã góp phần ngăn chặn một chiếc Folland Gnat của Không quân Ấn Độ. Những chiếc F-104 đã tiếp cận nó với tốc độ siêu thanh, buộc chiếc Gnat phải hạ cánh xuống một sân bay của Pakistan bỏ không và đầu hàng. Ngược lại thông tin từ phía Không quân Ấn Độ cho rằng Thiếu tá Brij Pal Singh (sau này là Nguyên soái Không quân) đã nhầm lẫn trong định hướng và hạ cánh xuống một sân bay Pakistan. Singh bị bắt làm tù binh chiến tranh và sau đó được thả ra. Tường thuật của phía Ấn Độ về sự kiện này được cũng cố bởi các bình luận viên và đội bay Pakistan, vốn xác nhận rằng những chiếc F-104 chỉ đến nơi sau khi chiếc Gnat đã hạ cánh. Chiếc Gnat của Không quân Ấn Độ giờ đây được trưng bày tại Bảo tàng Không quân Pakistan ở Karachi.
Trong cuộc Chiến tranh Ấn Độ-Pakistan 1971, những chiếc F-104 bị vượt trội trong chiến đấu bởi những chiếc máy bay tiêm kích của Không quân Ấn Độ, và cho dù được huy động thêm những chiếc Starfighter của Jordan, việc bổ sung thêm số lượng cũng không giúp cho phía Pakistan có được ưu thế trên không. Nó trở thành nạn nhân của trận không chiến siêu thanh đầu tiên trên Tiểu lục địa Ấn Độ khi một chiếc MiG-21 của Không quân Ấn Độ đã bắn rơi một chiếc Starfighter. Đã có thể có đến bốn chiếc Starfighter của Pakistan bị MiG-21 của Ấn Độ bắn rơi, và thêm bốn chiếc khác bởi hỏa lực mặt đất của Ấn Độ; cho dù phía Pakistan chỉ thừa nhận bị tổn thất ba chiếc, hai chiếc do MiG-21 và một chiếc do hỏa lực pháo phòng không.

### Xuất khẩu và các bê bối tham nhũng
Vào lúc mà chiếc F-104 không còn được ưa chuộng tại Mỹ, Không quân Đức đang tìm kiếm một kiểu máy bay chiến đấu đa dụng. Chiếc Starfighter được giới thiệu và được tái cấu trúc từ một kiểu máy bay tiêm kích bay ngày thành một kiểu máy bay tiêm kích đánh chặn và tấn công mặt đất hoạt động trong mọi điều kiện thời tiết, phiên bản F-104G. Chiếc máy bay đã tìm được thị trường mới tại các nước thành viên khối NATO, và sau đó đã có 2.578 chiếc F-104 được chế tạo tại Mỹ và nước ngoài cho nhiều nước khác nhau. Nhiều nước đã nhận được những chiếc máy bay của họ trong chương trình Viện trợ Quân sự (MAP: Military Aid Program). Động cơ kiểu Mỹ được giữ lại nhưng được chế tạo theo giấy phép nhượng quyền tại Châu Âu, Canada và Nhật Bản. Kiểu ghế phóng của Lockheed ban đầu cũng được giữ lại nhưng sau đó được thay thế tại một số nước bởi kiểu ghế phóng zero-zero tiên tiến hơn của Martin-Baker.
Điều đáng nói, đa phần các thương vụ mua sắm F-104 của các quốc gia kể trên đều có liên quan đến tham nhũng. Vụ việc bị phát giác từ năm 1975, khi Thượng viện Mỹ điều tra ra việc Lockheed đã chi tới 22 triệu USD để hối lộ cho các quan chức nước ngoài trong quá trình đàm phán về việc bán máy bay F-104 (được gọi là "Thỏa thuận Thế kỷ" - Deal of the Century). Số tiền này tương đương với 103 triệu USD theo thời giá năm 2010.
Cái được gọi là "Hợp đồng của Thế kỷ" này đã tạo ra thu nhập đáng kể cho Lockheed. Tuy nhiên, hậu quả của vụ bê bối hối lộ Lockheed đã gây ra sự tranh luận chính trị ồn ào tại châu Âu và Nhật Bản. Tại Đức, Bộ trưởng Quốc phòng Franz Josef Strauß bị truy tố vì đã nhận hối lộ ít nhất 10 triệu Đôla Mỹ để Tây Đức mua những chiếc F-104 Starfighter vào năm 1961. Hoàng thân Bernhard của Hà Lan sau này thú nhận đã nhận được 1 triệu Đô La tiền hối lộ. Trong những năm 1970 người ta nhận biết rằng Lockheed đã tham gia một chiến dịch hối lộ rộng rãi các viên chức nước ngoài để đạt được các thỏa thuận mua bán, một vụ bê bối mà suýt nữa đã làm sụp đổ tập đoàn hàng không này.
Tất nhiên là những nước mua F-104 đều phải hứng chịu tỉ lệ tai nạn rất cao của loại máy bay này: Trong 20 năm sử dụng F-104 (1963-1983), nước Bỉ bị mất 41/113 chiếc (tỉ lệ 36,3%). Không quân Hoàng gia Canada bị rơi 110/238 chiếc CF-104 (phiên bản lắp ráp nội địa của F-104). Trường hợp tệ nhất là Tây Đức: Nước này đã mua 916 chiếc phiên bản máy bay chiến đấu đa chức năng F-104G làm nòng cốt cho cả lực lượng Không quân và Không quân Hải quân nước này. Erich Hartmann, phi công Ace huyền thoại của Không quân Đức Quốc xã trong Chiến tranh thế giới thứ hai, người chỉ huy (Đại tá) phi đoàn không quân phản lực đầu tiên của Không quân Tây Đức, đã kịch liệt phản đối việc mua F-104, và ông đã bị ép phải nghỉ hưu sớm vì chuyện này. Tính đến năm 1987, trước khi bị loại biên, Không quân Tây Đức đã mất 292/916 số F-104G (tỉ lệ 31,9%), kèm theo tính mạng của 115 phi công.
Việc phục vụ tại nước ngoài của chiếc F-104 bắt đầu cắt giảm vào cuối những năm 1970, trong nhiều trường hợp được thay thế bởi chiếc F-16 Fighting Falcon, những nó vẫn tiếp tục phục vụ cùng một số không lực thêm hai thập niên nữa. Những chiếc Starfighter cuối cùng phục vụ tại các đơn vị chiến đấu là của Không quân Italia (AMI), vốn cho chúng nghỉ hưu vào giữa năm 2004.

## Các phiên bản

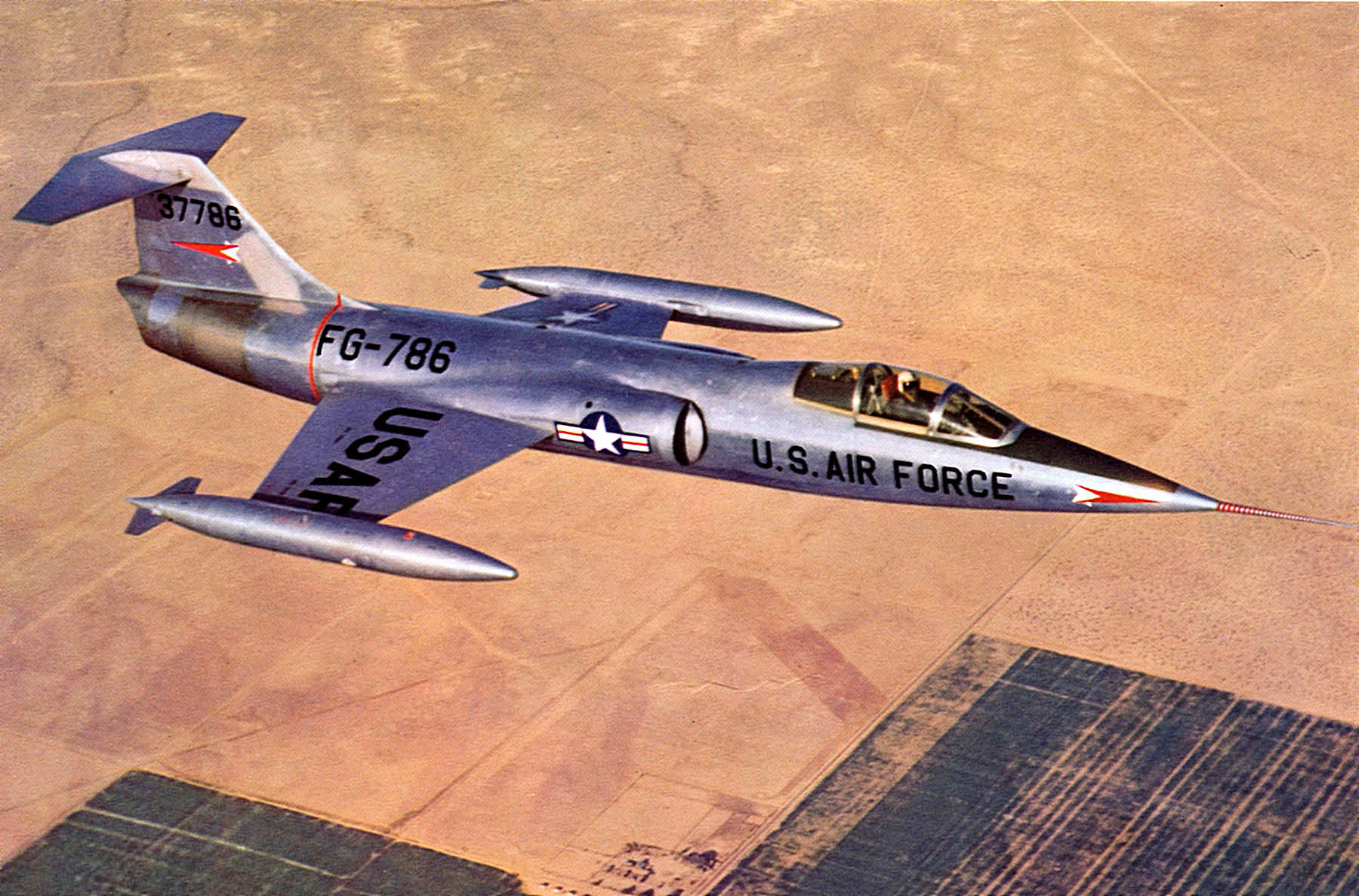
Chiếc Lockheed XF-104 đang bay.

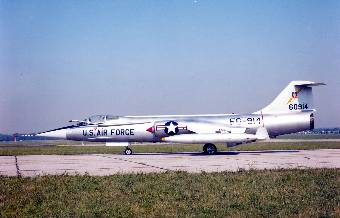
Chiếc F-104C trưng bày tại Bảo tàng Không quân Hoa Kỳ ở Căn cứ Không quân Wright-Patterson.

Có tổng cộng 2.578 chiếc F-104 được sản xuất bởi Lockheed và sản xuất theo giấy phép nhượng quyền bởi nhiều nhà sản xuất nước ngoài. Các phiên bản chủ yếu bao gồm:
XF-104
Hai chiếc nguyên mẫu trang bị động cơ Wright J65 (do kiểu động cơ J79 chưa sẵn sàng); một chiếc được trang bị khẩu pháo M61 để thử nghiệm nền tảng vũ khí. Cả hai chiếc đều bị phá hủy do tai nạn.
YF-104A17 máy bay tiền sản xuất dùng trong thử nghiệm động cơ, trang bị, và thử nghiệm bay. Đa số được cải biến sang tiêu chuẩn F-104A.
F-104A153 chiếc thuộc phiên bản sản xuất ban đầu. Phục vụ trong Không quân Hoa Kỳ từ năm 1958 đến năm 1960, rồi được chuyển cho Không lực Vệ binh Quốc gia (ANG) cho đến năm 1963 khi chúng được huy động trở lại phục vụ cho Bộ chỉ huy Phòng không (ADC) Không quân Hoa Kỳ tại các Phi đội Tiêm kích Đánh chặn 319 và 331. Một số đã được xuất khẩu sang Jordan, Pakistan,Đài Loan và cả ba nước này đã sử dụng chúng trong chiến đấu. Vào năm 1967 những chiếc F-104 phiên bản A và B thuộc Phi đội 319 được nâng cấp lên kiểu động cơ J79-GE-19 có lực đẩy 17.900 lbf (79,6 kN) với đốt sau, trần bay đạt được trên 22.250 m (73.000 ft). Vào năm 1969 tất cả những chiếc F-104A/B phục vụ trong ADC được cho nghỉ hưu. Vào ngày 18 tháng 5 năm 1958, một chiếc F-104A đã lập được kỷ lục thế giới về tốc độ đạt 2.259,82 km/h (1.404,19 dặm mỗi giờ).
NF-104A
Ba chiếc phiên bản không vũ trang được bổ sung thêm động cơ tên lửa Rocketdyne LR121/AR-2-NA-1 với lực đẩy 6.000 lbf (27 kN), được sử dụng trong việc huấn luyện các nhà phi hành không gian ở độ cao cho đến 36.830 m (120.800 ft). Một tai nạn xảy ra vào ngày 10 tháng 12 năm 1963 có liên quan đến Chuck Yeager đã được mô tả lại trong bộ phim The Right Stuff, cho dù chiếc máy bay trong bộ phim không thực sự là một chiếc NF-104A.
QF-104A22 chiếc F-104A được cải biến thành máy bay giả lập mục tiêu điều khiển bằng radio và máy bay thử nghiệm.
F-104B26 chiếc phiên bản F-104A huấn luyện với bộ điều khiển bay kép. Không trang bị pháo và có trữ lượng nhiên liệu giới hạn, nhưng vẫn có khả năng tác chiến. Một số ít được cung cấp cho Jordan, Pakistan,Đài Loan và Ghana
F-104C
77 chiếc phiên bản tiêm kích-ném bom được nâng cấp để phục vụ trong Bộ chỉ huy Không quân Chiến thuật Không quân Hoa Kỳ, với hệ thống radar điều khiển hỏa lực được nâng cấp (AN/ASG-14T-2), bổ sung một đế giữa thân và hai đế cánh (tổng cộng 5 đế vũ khí), và có khả năng mang một vũ khí nguyên tử Mk 28 hay Mk 43 trên đế giữa thân. Chiếc F-104C cũng có khả năng tiếp nhiên liệu trên không. Vào ngày 14 tháng 12 năm 1959, một chiếc F-104C đã lập được kỷ lục thế giới về độ cao là 31,5 km (103.395 ft).
F-104D21 chiếc phiên bản F-104C huấn luyện với bộ điều khiển bay kép.
F-104DJ20 chiếc phiên bản huấn luyện với bộ điều khiển bay kép của kiểu F-104J dàng cho Không lực Phòng vệ Nhật Bản, do Lockheed chế tạo chứ không do Mitsubishi.
F-104F30 chiếc phiên bản huấn luyện với bộ điều khiển bay kép dựa trên kiểu F-104D, nhưng được trang bị động cơ được nâng cấp của phiên bản F-104G. Không có radar và không có khả năng tác chiến. Được sản xuất như là máy bay huấn luyện tạm thời cho Không quân Đức. Tất cả những chiếc F-104F được cho nghỉ hưu vào năm 1971.
F-104G1.122 máy bay thuộc phiên bản sản xuất chủ yếu như là kiểu tiêm kích-ném bom đa chức năng. Được sản xuất bởi Lockheed, và sản xuất theo giấy phép nhượng quyền bởi Canadair và một tổ hợp các công ty châu Âu và bao gồm MBB, Messerschmitt, Fiat, Fokker và SABCA. Phiên bản này có cấu trúc thân và cánh được gia cố, gia tăng trữ lượng nhiên liệu bên trong, cánh đuôi đứng mở rộng, bộ càng đáp chắc chắn với các bánh lớn hơn và các cánh tà được thiết kế lại để cải thiện tính năng cơ động trong chiến đấu. Các thiết bị điện tử được nâng cấp bao gồm radar mới Autonetics NASARR F15A-41B với các chế độ lập bản đồ không chiến và mặt đất, hệ thống dẫn đường quán tính Litton LN-3 (lần đầu tiên trang bị trên một chiếc máy bay tiêm kích) và một bộ ngắm hồng ngoại.
RF-104G189 chiếc phiên bản trinh sát chiến thuật dựa trên kiểu F-104G, thường trang bị ba máy ảnh KS-67A ở phía trước thân vào vị trí của khẩu pháo.
TF-104G220 chiếc phiên bản huấn luyện có khả năng chiến đấu dựa trên kiểu F-104G; không trang bị pháo hay đế giữa thân, trữ lượng nhiên liệu bị giới hạn. Một chiếc được Lockheed sử dụng như là máy bay biểu diễn dưới số hiệu đăng ký dân sự L104L, được lái bởi Jackie Cochran để lập ba kỷ lục thế giới của phụ nữ vào năm 1964. Chiếc máy bay này sau đó phục vụ cho Hà Lan.
F-104J210 chiếc phiên bản Nhật Bản do Mitsubishi chế tạo theo giấy phép nhượng quyền (ngoại trừ ba chiếc do Lockheed chế tạo) trong vai trò máy bay tiêm kích chiếm ưu thế trên không, trang bị pháo và bốn tên lửa không-đối-không AIM-9 Sidewinder; không có khả năng tấn công mặt đất. Một số được cải biến thành máy bay giả lập mục tiêu UF-104J điều khiển bằng vô tuyến và bị phá hủy.
F-104J210 chiếc phiên bản Nhật Bản do Mitsubishi chế tạo theo giấy phép nhượng quyền (ngoại trừ ba chiếc do Lockheed chế tạo) trong vai trò máy bay tiêm kích chiếm ưu thế trên không, trang bị pháo và bốn tên lửa không-đối-không AIM-9 Sidewinder; không có khả năng tấn công mặt đất. Một số được cải biến thành máy bay giả lập mục tiêu UF-104J điều khiển bằng vô tuyến và bị phá hủy.
F-104NBa chiếc F-104G được giao cho NASA vào năm 1963 để được sử dụng làm máy bay săn đuổi tốc độ cao. Một chiếc do Joe Walker lái đã va chạm với một chiếc XB-70 vào ngày 8 tháng 6 năm 1966. Hình ảnh tai nạn.
F-104S
246 chiến phiên bản Italy được chế tạo bởi FIAT, trong đó có một chiếc bị rơi trước khi giao hàng nên thường không được tính đến trong tổng số máy bay được chế tạo. Phiên bản F-104S được nâng cấp cho vai trò tiêm kích đánh chặn, được trang bị radar NASARR R-21G/H với bộ chỉ thị mục tiêu di động và hiển thị sóng liên tục dành cho tên lửa SARH (ban đầu là kiểu AIM-7 Sparrow), bổ sung hai đế dưới cánh và hai đế dưới bụng (nâng tổng số lên chín đế), trang bị động cơ J79-GE-19 mạnh mẽ hơn có lực đẩy 11.870 lbf (53 kN) / 17.900 lbf (80 kN), và thêm hai vây bụng nhằm tăng độ ổn định. Khẩu pháo M61 trên phiên bản tiêm kích đánh chặn được tháo bỏ dành chỗ cho những thiết bị dẫn đường tên lửa, nhưng được giữ lại trên các phiên bản tiêm kích-ném bom. Nó mang được cho đến hai tên lửa Sparrow; và hai (trên lý thuyết là bốn hay sáu) tên lửa Sidewinder trên tất cả các đế ngoại trừ đế giữa thân (dưới bụng), hoặc bảy bom 340 kg (thường là hai đến bốn bom 227 - 340 kg). Phiên bản F-104S có trọng lượng cất cánh tối đa lớn hơn, cho phép mang tải trọng bên ngoài là 3.400 kg (7.500 lb); trong khi những chiếc Starfighter khác chỉ có khả năng mang tải trọng bên ngoài tối đa là 1.814 kg (4.000 b). Tầm bay đạt đến 1.250 km với bốn thùng nhiên liệu phụ.
F-104S-ASA(Aggiornamento Sistemi d'Arma – Nâng cấp hệ thống vũ khí) - 147 chiếc phiên bản F-104S được nâng cấp với radar Fiat R21G/M1 với bước nhảy tần số, khả năng nhìn xuống-bắn xuống, hệ thống nhận biết bạn-thù (IFF) và máy tính kiểm soát vũ khí mới, khả năng mang các loại tên lửa AIM-9L Sidewinder và Selenia Aspide.
F-104S-ASA/M(Aggiornamento Sistemi d'Arma/Modificato – Cải tiến/nâng cấp hệ thống vũ khí) - 49 khung máy bay được nâng cấp vào năm 1998 lên tiêu chuẩn ASA/M với hệ thống định vị toàn cầu GPS, các hệ thống TACAN và Litton LN-30A2 INS mới, khung máy bay được tân trang, cải tiến việc hiển thị trong buồng lái. Mọi thiết bị liên quan đến tấn công được tháo bỏ. Những chiếc Starfighter cuối cùng được rút khỏi phục vụ thường trực vào tháng 12 năm 2004 và được tạm thời thay thế bằng những chiếc F-16 Fighting Falcon, trong khi chờ đợi được giao hàng những chiếc Eurofighter Typhoon.
CF-104
200 chiếc phiên bản Canada, do Canadair chế tạo theo giấy phép nhượng quyền và được tối ưu hóa cho vai trò tấn công hạt nhân, được trang bị radar NASARR R-24A với chế độ không-đối-không, khẩu pháo được loại bỏ (được phục hồi vào năm 1972), bổ sung thêm ngăn chứa nhiên liệu bên trong, và nhưng trang bị động cơ J79-OEL-7 của Canada với lực đẩy 10.000 lbf (44 kN) /15.800 lbf (70 kN).
CF-104D38 chiếc phiên bản huấn luyện với bộ điều khiển kép của phiên bản CF-104, được chế tạo bởi Lockheed nhưng trang bị động cơ J79-OEL-7 của Canada. Một số sau này được chuyển cho Đan Mạch, Na Uy và Thổ Nhĩ Kỳ.

## Tổng quan về sản xuất
Bảng dữ liệu trích từ Bowman, Lockheed F-104 Starfighter.
| Kiểu                 | Lockheed | Nhiều nước | Canadair | Fiat   | Fokker | MBB | Messerschmitt | Mitsubishi | SABCA  | Tổng cộng |
| -------------------- | -------- | ---------- | -------- | ------ | ------ | --- | ------------- | ---------- | ------ | --------- |
| XF-104               | 2        |            |          |        |        |     |               |            |        | 2         |
| YF-104A              | 17       |            |          |        |        |     |               |            |        | 17        |
| F-104A               | 153      |            |          |        |        |     |               |            |        | 153       |
| F-104B               | 26       |            |          |        |        |     |               |            |        | 26        |
| F-104C               | 77       |            |          |        |        |     |               |            |        | 77        |
| F-104D               | 21       |            |          |        |        |     |               |            |        | 21        |
| F-104DJ              | 20       |            |          |        |        |     |               |            |        | 20        |
| CF-104               |          |            | 200      |        |        |     |               |            |        | 200       |
| CF-104D              | 38       |            |          |        |        |     |               |            |        | 38        |
| F-104F               | 30       |            |          |        |        |     |               |            |        | 30        |
| F-104G               | 139      |            | 140      | 164    | 231    | 50  | 210           |            | 188[a] | 1122      |
| RF-104G              | 40       |            |          | 35     | 119    |     |               |            |        | 194       |
| TF-104G (583C đến F) | 172      | 27         |          |        |        |     |               |            |        | 199       |
| TF-104G (583G và H)  |          | 21         |          |        |        |     |               |            |        | 21        |
| F-104J               | 3        |            |          |        |        |     |               | 207        |        | 210       |
| F-104N               | 3        |            |          |        |        |     |               |            |        | 3         |
| F-104S               |          |            |          | 245[a] |        |     |               |            |        | 245       |
| Tổng cộng            | 741      | 48         | 340      | 444    | 350    | 50  | 210           | 207        | 188    | 2578      |

Ghi chú: [a] Một máy bay bị rơi khi bay thử nghiệm và không được tính đến.

## Các nước sử dụng
Bỉ
Không quân Bỉ sử dụng những chiếc F-104G và TF-104G. Họ đã mua tổng cộng 101 chiếc F-104G do SABCA chế tạo và 12 chiếc TF-104G do Lockheed chế tạo (một chiếc F-104G bị rơi trước khi giao). Chúng phục vụ trong bốn phi đội: 23, 31 (tiêm kích-ném bom), 349 và 350 như là máy bay tiêm kích đánh chặn, và cuối cùng trong một đơn vị OCU. Không quân Bỉ sử dụng chúng từ ngày 14 tháng 2 năm 1963 đến 19 tháng 9 năm 1983, một số chiếc còn lại được chuyển cho Đài Loan (23 chiếc) và Thổ Nhĩ Kỳ (18 chiếc). 38 chiếc F-104G và ba chiếc TF-104G bị mất trong các tai nạn.
 Canada

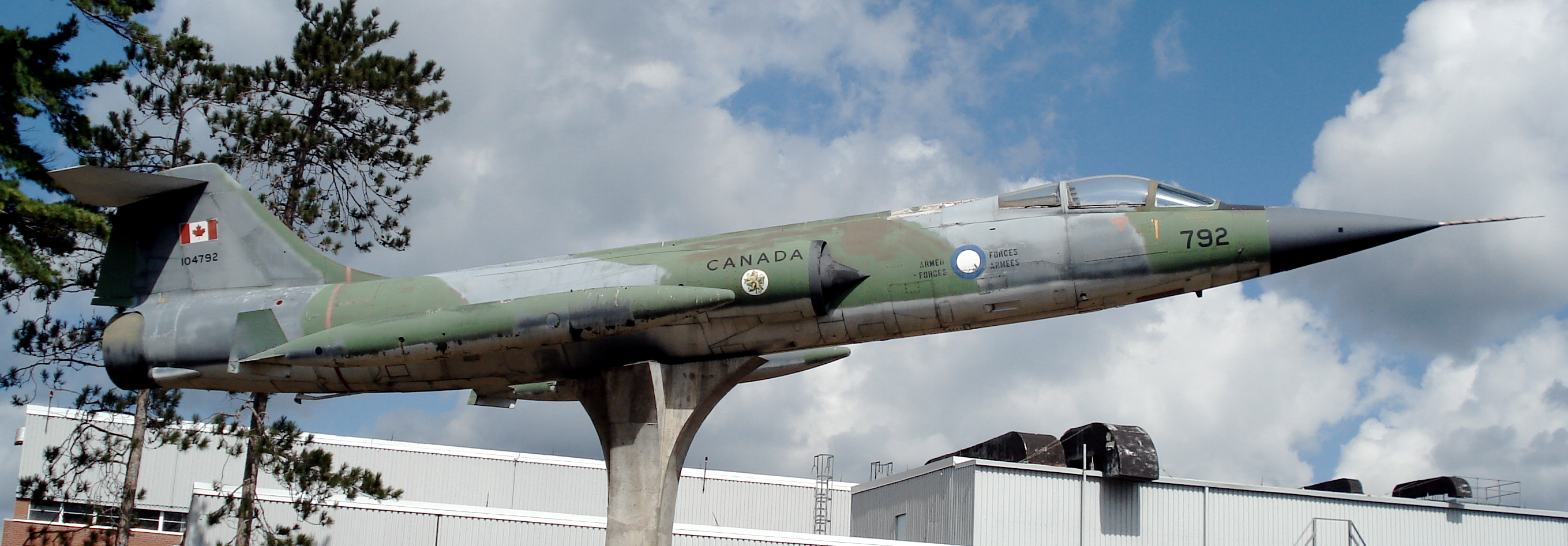
Chiếc CF-104 Canada trưng bày tại Căn cứ Quân sự Canada Borden.

Không quân Hoàng gia Canada, và sau này là Quân đội Canada thống nhất, sử dụng 200 chiếc CF-104 do Canada chế tạo và 38 chiếc máy bay huấn luyện CF-104D có bộ điều khiển kép (do Lockheed chế tạo) từ năm 1962 đến năm 1986. Những chiếc CF-104 được trang bị thêm các thiết bị điện tử, bao gồm hệ thống tiếp nhận cảnh báo radar sau đuôi và trước mũi. Số lượng tổn thất khá cao với khoảng 110 chiếc bị rơi tại châu Âu. Việc sử dụng nhiều, chủ yếu là các phi vụ bay tầm thấp để ném bom và trinh, là nguyên nhân chính, trong khi thời tiết xấu góp phần gây ra gần 50% số tổn thất do tai nạn. Các khung máy bay có thời gian bay trung bình là 6.000 giờ bay khi được loại bỏ, gấp ba lần so với những chiếc F-104 của Đức. Những chiếc CF-104 và CF-104D dư ra sau đó được chuyển cho Đan Mạch, Na Uy và Thổ Nhĩ Kỳ.
 Đài Loan
Không quân Trung Hoa Dân Quốc sử dụng tổng cộng 281 máy bay, gồm những chiếc mua mới và máy bay dư ra thuộc các phiên bản F-104A, B, D, G, J, DJ, RF-104G và TF-104G. Những chiếc Starfighter được loại khỏi phục vụ vào năm 1997.  Lưu trữ ngày 26 tháng 2 năm 2019 tại Wayback Machine
 Đan Mạch
Không quân Đan Mạch ban đầu nhận được 25 chiếc F-104G do Canadair chế tạo theo giấy phép nhượng quyền và bốn chiếc Lockheed TF-104G trong Chương trình Viện trợ Quân sự. Những chiếc máy bay dư ra của Canada được chuyển giao trong những năm 1972 - 1974 bao gồm 15 chiếc CF-104 và bảy chiếc CF-104D. Có tổng cộng 51 chiếc Starfighter được Không quân Đan Mạch đưa vào hoạt động cho đến khi được cho nghỉ hưu vào năm 1986. Mười lăm chiếc F-104G và ba chiếc TF-104G dư ra được chuyển cho Đài Loan vào năm 1987. 
 Đức

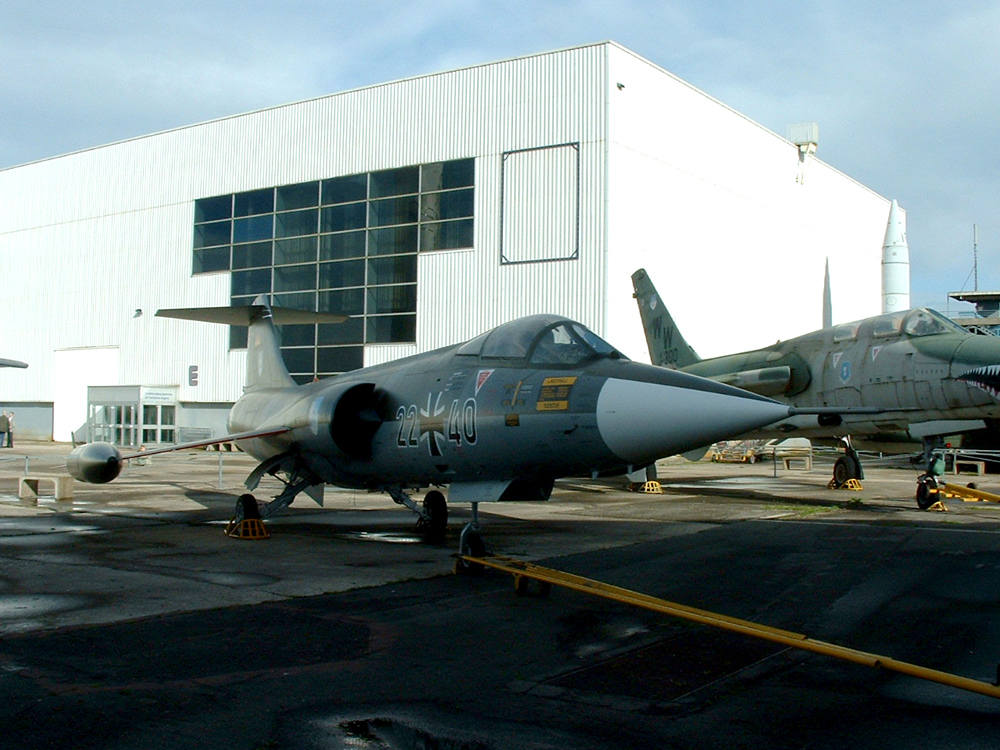
Một chiếc Starfighter nguyên của Không quân Đức tại Le Bourget

Đức nhận được 916 chiếc F-104, bao gồm 749 chiếc F/RF-104G, 137 chiếc TF-104G và 30 chiếc F-104Fs, tạo nên lực lượng chiến đấu nòng cốt cho cả  Không quân và Hải quân. Vào lúc cao điểm giữa những năm 1970, Không quân Đức có năm phi đoàn tiêm kích-ném bom, hai phi đoàn tiêm kích đánh chặn và hai phi đoàn trinh sát chiến thuật trang bị F-104; trong khi Hải quân Đức có hai phi đoàn F-104 giữ vai trò tấn công duyên hải và trinh sát.
Những chiếc Starfighter bắt đầu phục vụ trong Không quân Đức vào tháng 7 năm 1960, và việc giao hàng được tiếp tục cho đến tháng 3 năm 1973. Chúng được giữ lại tại các đơn vị chiến đấu cho đến ngày 16 tháng 10 năm 1987, và được tiếp tục sử dụng cho các mục đích thử nghiệm cho đến tận ngày 22 tháng 5 năm 1991.
Hai phi đội trang bị RF-104G được chuyển đổi sang kiểu RF-4E Phantom vào đầu những năm 1970.
Hải quân Đức ban đầu sử dụng các tên lửa điều khiển AS.30 như là vũ khí đối hạm, nhưng sau đó chúng được thay thế bởi tên lửa điều khiển bằng radar AS.34 Kormoran có tầm bắn xa hơn và tinh tế hơn, cho phép tiến hành tấn công từ xa các tàu chiến của đối phương.
Những chiếc Starfighter của Đức có một tỉ lệ tai nạn lên đến mức đáng báo động. Trong phục vụ tại Đức, 292 chiếc trong tổng số 916 chiếc Starfighter đã bị rơi, làm thiệt mạng 115 phi công.
 Hy Lạp
Không quân Hy Lạp nhận được 45 chiếc F-104G và sáu chiếc TF-104 mới trong chương trình Viện trợ Quân sự. Chúng được bổ sung bởi những chiếc Starfighter đã qua sử dụng được chuyển giao từ không lực các nước khác trong Khối NATO, bao gồm 79 chiếc của Đức, bảy chiếc của Hà Lan và chín chiếc của Tây Ban Nha. Những chiếc Starfighter bắt đầu phục vụ tại Hy Lạp từ tháng 4 năm 1964, được trang bị cho hai phi đoàn, và được rút khỏi phục vụ vào tháng 3 năm 1993.
 Ý

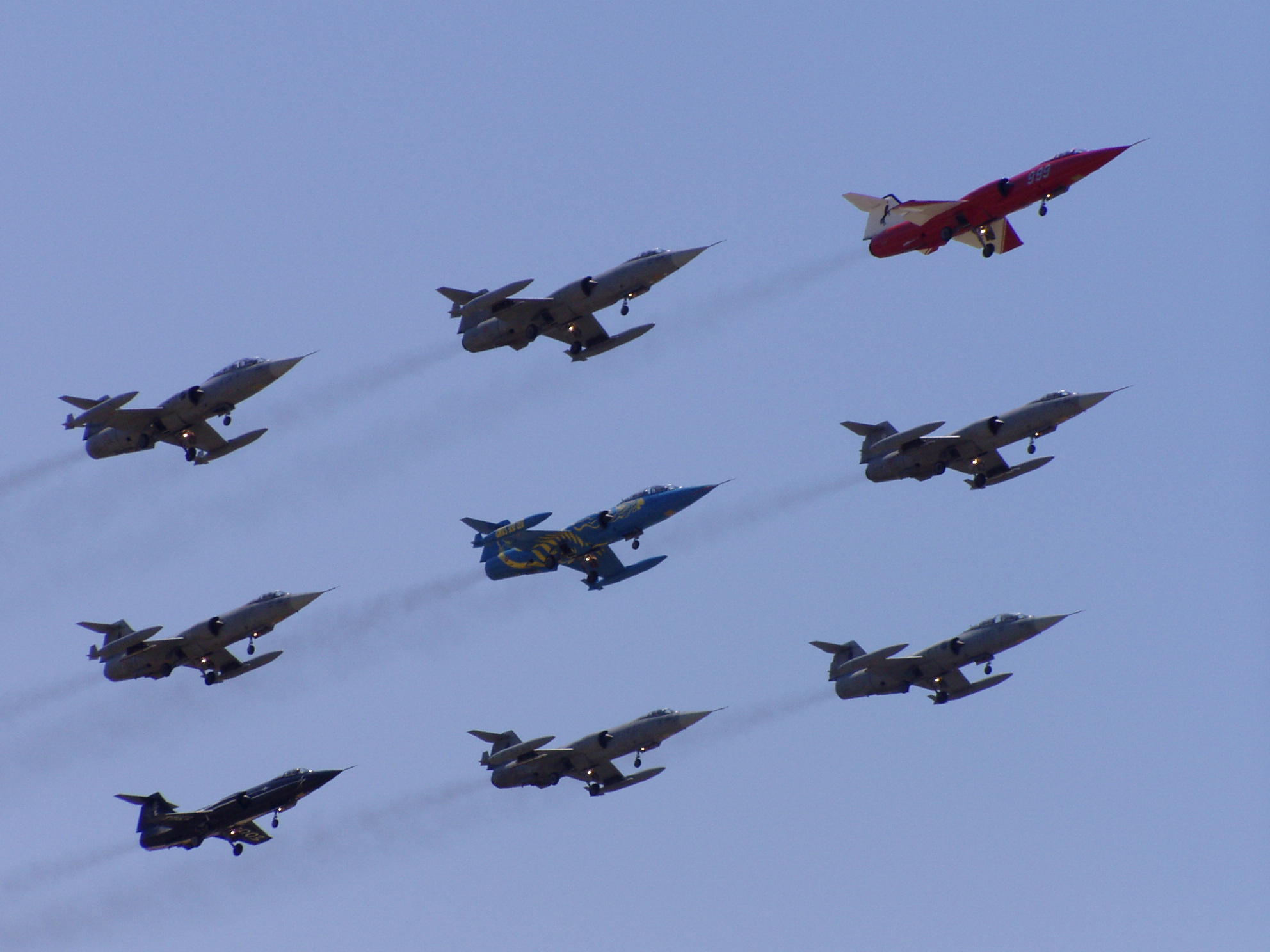
Đội hình những chiếc F-104S của Italy

Những chiếc F-104 là lực lượng chính của Không quân Italy (AMI, Aeronautica Militare Italiana) từ đầu những năm 1960 cho đến tận cuối thế kỷ 20. Chuyến bay đầu tiên của Không quân Italy là một chiếc F-104G do Lockheed chế tạo mang số hiệu MM6501 vào ngày 9 tháng 6 năm 1962; tuy nhiên, một phiên bản do Fiat/Aeritalia chế tạo đã cất cánh hai năm sau đó vào ngày 5 tháng 10 năm 1964. Italy ban đầu nhận được tổng cộng 105 chiếc F-104G, 24 chiếc TF-104G và 20 chiếc RF-104G, đưa vào hoạt động từ tháng 3 năm 1963. Đội máy bay này sau đó được bổ sung thêm 205 chiếc F-104S chế tạo nội địa và sáu chiếc TF-104G nguyên của Không quân Đức, nâng tổng số máy bay hoạt động lên đến 360 chiếc. Vào năm 1986, AMI là không lực sử dụng lớn nhất với 11 đơn vị tác chiến trang bị Starfighter. Cho đến năm 1997, Italy bị mất 137 chiếc F-104 (38%) trong tổng số 928.000 giờ bay (14,7 máy bay mỗi 100.000 giờ bay). Kiểu F-104 được chính thức cho nghỉ hưu khỏi các hoạt động của AMI sau một buổi lễ kỷ niệm tổ chức tại Pratica di Mare vào năm 2004.
 Nhật Bản

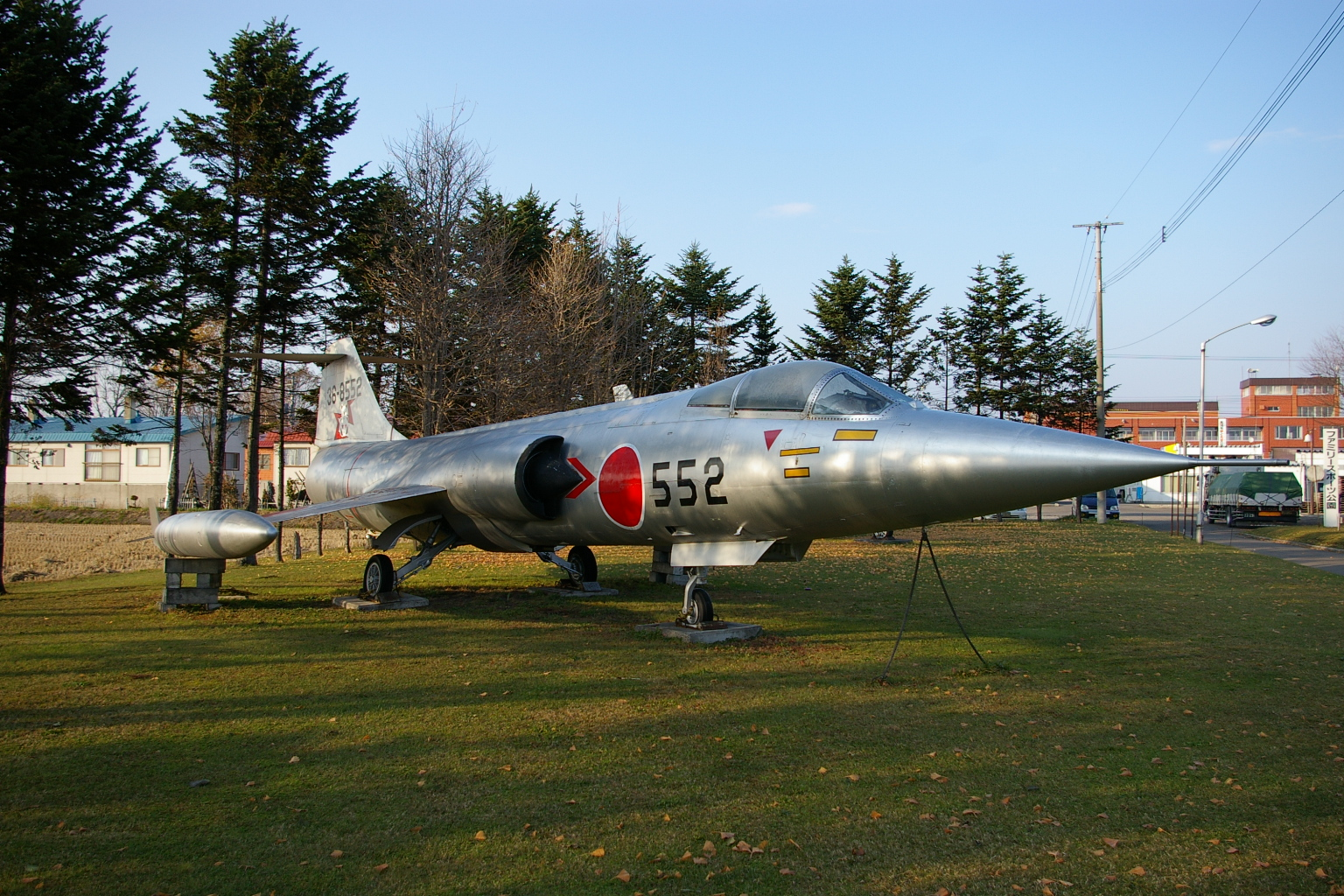
Chiếc F-104J của Không lực Phòng vệ Nhật Bản đang được trưng bày tại thành phố Chippubetsu ở Hokkaido.

Lực lượng Không lực Phòng vệ Nhật Bản sử dụng 210 chiếc máy bay tiêm kích chiếm ưu thế trên không F-104J và 20 chiếc phiên bản huấn luyện F-104DJ có bộ điều khiển kép, được gọi tên là Eiko ("Vinh quang"), từ tháng 10 năm 1962 đến năm 1986, chỉ bị thiệt hại 36 chiếc trong sử dụng. Bảy phi đội tiêm kích chiếm ưu thế trên không từng sử dụng chúng: 201, 202, 203, 204, 205, 206 và 207. Những chiếc F-104 của Nhật từng đối mặt với những chiếc máy bay chiến đấu Liên Xô trong quá trình phục vụ này. Sau này nhiều chiếc được cải biến thành mục tiêu giả để thực hành tác xạ mục tiêu trên không.
 Jordan
Không quân Jordan sử dụng 29 chiếc F-104A và bốn chiếc F-104B được giao trong chương trình Viện trợ Quân sự vào năm 1967. Dưới sự kiểm soát của Hoa Kỳ, những chiếc máy bay này được tạm thời chuyển sang Thổ Nhĩ Kỳ trong Trận chiến Sáu ngày giữa Israel và các nước Ả-Rập. Sau khi được thay thế bằng những chiếc Northrop F-5 và Dassault Mirage F1 vào năm 1983, những chiếc còn lại được sử dụng như vật nghi trang trên sân bay.
 Hà Lan

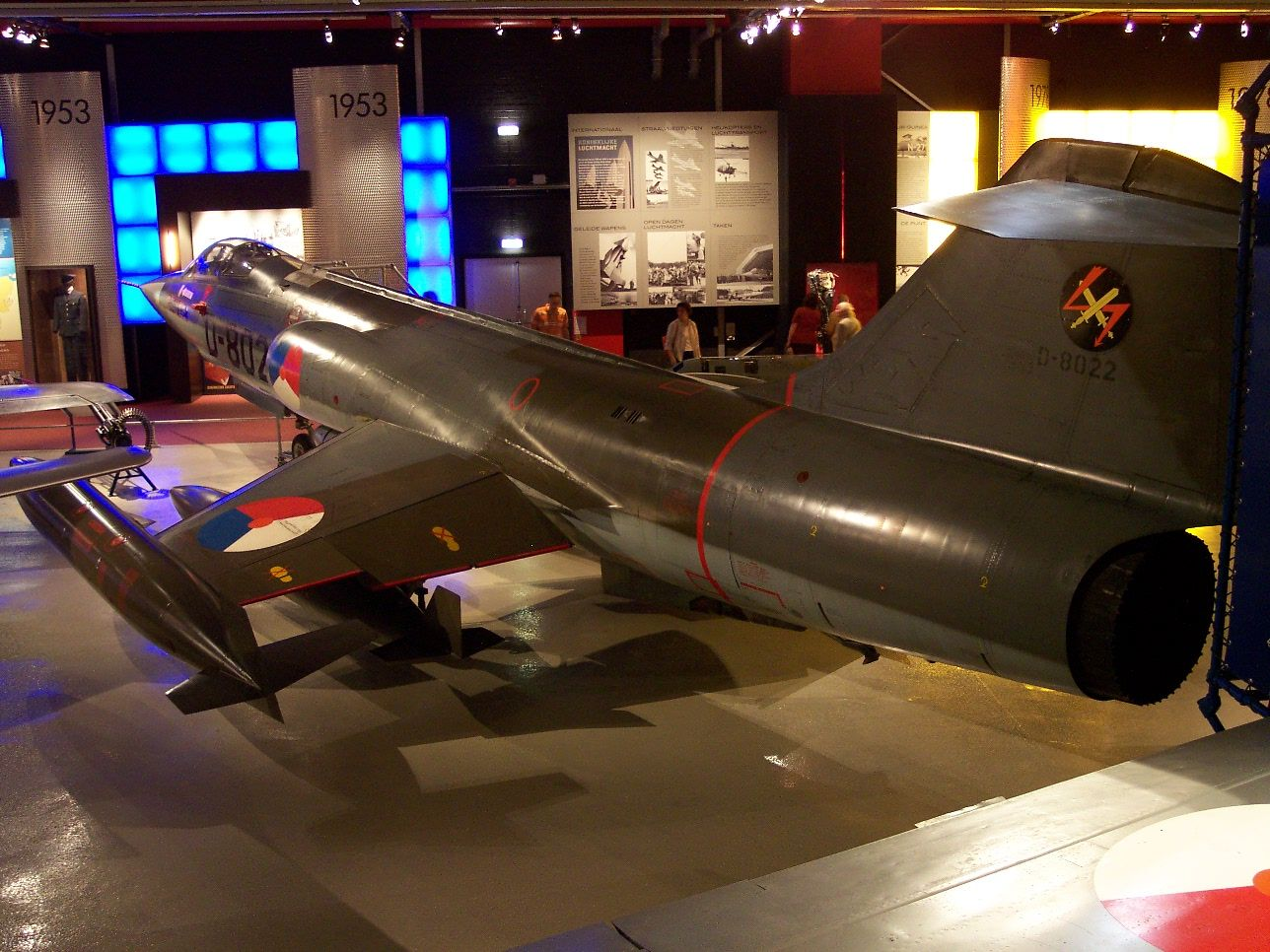
F-104 của Hà Lan được trưng bày tại Bảo tàng Quân sự Soesterberg (Hà Lan)

Không quân Hoàng gia Hà Lan (Koninklijke Luchtmacht, hay KLu) sử dụng những chiếc F-104 chế tạo tại châu Âu. Có tổng cộng 138 chiếc Starfighter được giao hàng. Sau này nhiều chiếc máy bay của Hà Lan được chuyển cho Thổ Nhĩ Kỳ.
 Na Uy
Vào năm 1963 Không quân Na Uy nhận được 19 chiếc F-104G do Canadair chế tạo và bốn chiếc TF-104G trong chương trình Viện trợ Quân sự. Sau đó được bổ sung thêm 18 chiếc CF-104 và bốn chiếc CF-104D dư ra từ Canada vào năm 1974. Những chiếc F-104 được rút khỏi phục vụ trong Không quân Na Uy vào mùa Đông năm 1982.
 Pakistan
Pakistan là nước thứ hai tại Châu Á nhận được máy bay chiến đấu siêu thanh khi Không quân Pakistan được nhận những chiếc F-104A và F-104B Starfighter vào năm 1961 và là nước đầu tiên đưa chúng ra chiến đấu trong cuộc Chiến tranh Ấn Độ-Pakistan năm 1965. Sau cuộc chiến, năm chiếc F-104 còn lại phải nằm lại mặt đất do thiếu phụ tùng, hậu quả từ cuộc cấm vận quân sự của Mỹ. Chúng được thay thế bằng kiểu máy bay tiêm kích Dassault Mirage III do Pháp chế tạo.
 Tây Ban Nha
Không quân Tây Ban Nha (Ejercito del Aire) nhận được những chiếc F-104 của họ qua chương trình Viện trợ Quân sự, gồm 18 chiếc F-104G do Canadair chế tạo và ba chiếc TF-104G của Lockheed vào năm 1965. Những chiếc máy bay này được chuyển cho Hy Lạp và Thổ Nhĩ Kỳ khi chúng được thay thế bằng kiểu máy bay F-4 Phantom vào năm 1972. Điều đáng chú ý là không có chiếc máy bay nào bị mất do tai nạn trong suốt 17.000 giờ bay hoạt động tại Tây Ban Nha, cho dù phải ghi nhận là chiếc máy bay được sử dụng trong vai trò chủ định là máy bay tiêm kích đánh chặn và chủ yếu bay trong điều kiện thời tiết rất tốt.
 Thổ Nhĩ Kỳ
Không quân Thổ Nhĩ Kỳ nhận được 48 chiếc F-104G và sáu chiếc TF-104G mới do Lockheed và Canadair sản xuất trong chương trình Viện trợ Quân sự, và được giao từ năm 1963. Sau đó họ đã mua trực tiếp thêm 40 chiếc máy bay đánh chặn F-104S mới của Fiat trong những năm 1974-1975. Thêm vào đó, tương tự như Hy Lạp, Thổ Nhĩ Kỳ cũng nhận được một số lượng lớn Starfighter dư ra từ nhiều nước trong khối NATO trong những năm 1970 và 1980, bao gồm 170 chiếc cũ của Đức, 53 chiếc của Hà Lan và 52 chiếc của Canada. Tổng cộng, Thổ Nhĩ Kỳ đã nhận được hơn 400 chiếc Starfighter từ nhiều nguồn khác nhau, cho dù nhiều chiếc trong số đó chỉ được tháo dỡ cung cấp phụ tùng chứ chưa bao giờ bay. Kiểu F-104 cuối cùng được rút khỏi phục vụ vào năm 1995.
 Hoa Kỳ
- Không quân Hoa Kỳ, là một phần của lực lượng thuộc Bộ chỉ huy Không quân Phòng không và Bộ chỉ huy Không quân Chiến thuật

 Ghana
- Không quân Ghana mua 109 chiếc F-104G,RF-104G,TF-104G từ Messerschmitt,Fokker và SABCA vào năm 1965 sau đó nhận được một lượng lớn tiêm kích F-104G,TF-104G,RF-104G đã qua sử dụng của các nước Châu Âu.Chúng phục vụ cho nước này cho đến khi ngừng phục vụ vào năm 1998.
- NASA sử dụng 11 chiếc F-104 (thuộc nhiều phiên bản khác nhau) từ năm [[Hàng không năm

1963|1963]] đến năm 1987.

## Đặc điểm kỹ thuật (F-104G)
Nguồn: Quest for Performance

### Đặc tính chung
- Đội bay: 01 người
- Chiều dài: 16,66 m (54 ft 8 in)
- Sải cánh: 6,36 m (21 ft 9 in)
- Chiều cao: 4,09 m (13 ft 6 in)
- Diện tích bề mặt cánh: 18,22 m² (196,1 ft²)
- Kiểu cánh: hai mặt lồi 3,36% gốc và chót cánh
- Diện tích cản: 0,31 m² (3,37 ft²)
- Hệ số nâng/lực cản: 0,0172
- Tỉ lệ dài/rộng cánh: 2,45
- Lực nâng của cánh: 514 kg/m² (105 lb/ft²)
- Trọng lượng không tải: 6.350 kg (14.000 lb)
- Trọng lượng có tải: 9.365 kg (20.640 lb)
- Trọng lượng cất cánh tối đa: 13.170 kg (29.027 lb)
- Động cơ: 1 x động cơ General Electric J79-GE-11A turbo phản lực có đốt sau, lực đẩy 10.000 lbf (48 kN), lực đẩy có đốt sau 15.600 lbf (69 kN) mỗi động cơ

### Đặc tính bay
- Tốc độ lớn nhất: 2.125 km/h (1.154 knot, 1.328 mph)
- Tầm bay tối đa: 2.623 km (1.420 nm, 1.630 mi)
- Bán kính chiến đấu: 670 km (365 nm, 420 mi)
- Trần bay: 15.000 m (50.000 ft)
- Tốc độ lên cao: 244 m/s (48.000 ft/min)
- Tỉ lệ lực đẩy/khối lượng: 0,54 với trọng lượng cất cánh tối đa (0,76 với trọng lượng có tải)
- Tỉ lệ lực nâng/lực cản: 9,2

### Vũ khí
- 1 x pháo M61 Vulcan 20 mm (0,787 in), 725 viên đạn
- 1.800 kg (4.000 lb) vũ khí gắn trên 7 đế, bao gồm:
  - 4 × tên lửa không-đối-không AIM-9 Sidewinder hoặc
  - Bom, rocket, các vũ khí khác

## Nội dung liên quan

### Máy bay liên quan
- Lockheed XF-104
- Canadair CF-104
- Aeritalia F-104S
- CL-1200 Lancer and X-27

### Máy bay tương tự
- Grumman F-11 Tiger
- Dassault Mirage III
- Northrop F-5
- EWR VJ 101

### Trình tự thiết kế
- F-101 - F-102 - XF-103 - F-104 - F-105 - F-106 - YF-107

### Danh sách liên quan
- Danh sách máy bay chiến đấu
- Danh sách máy bay quân sự Hoa Kỳ